# Parc Arqueològic de Pafos
El Parc Arqueològic de Pafos comprén la major part del que fos la important ciutat antiga grecoromana i està situat a Pafos, al sud-oest de l'illa de Xipre. El parc, encara en excavació, és dins la secció Nea Pafos ('Nova Pafos') de la ciutat costanera.
Les ruïnes daten des de la prehistòria fins a l'edat mitjana. Entre les restes més significatives hi ha quatre grans i riques vil·les romanes: la Casa de Dionís, la Casa d'Aion, la Casa de Teseu i la Casa d'Orfeu, totes amb magnífics terres de mosaic conservats, en especial un mosaic d'Orfeu. A més a més, les excavacions han descobert una àgora, un asklipieion, una basílica, un odeòn, un teatre hel·lenisticoromà, i una necròpoli coneguda com a Tombes dels Reis.
Nea Paphos és un dels tres components del conjunt arqueològic de Pafos inscrit en la Llista del Patrimoni de la Humanitat de la UNESCO al 1980 pels seus destacats mosaics i restes antigues, i també per la seua importància històrica religiosa.

## Història
Nea Paphos degué ser construïda per Nicocles, el darrer rei de Pafos, a la fi del segle iv abans de la nostra era. A començament del segle ii ae era la capital de l'illa, reemplaçant Salamina durant l'era hel·lenística amb els Ptolemeus.

## Excavacions

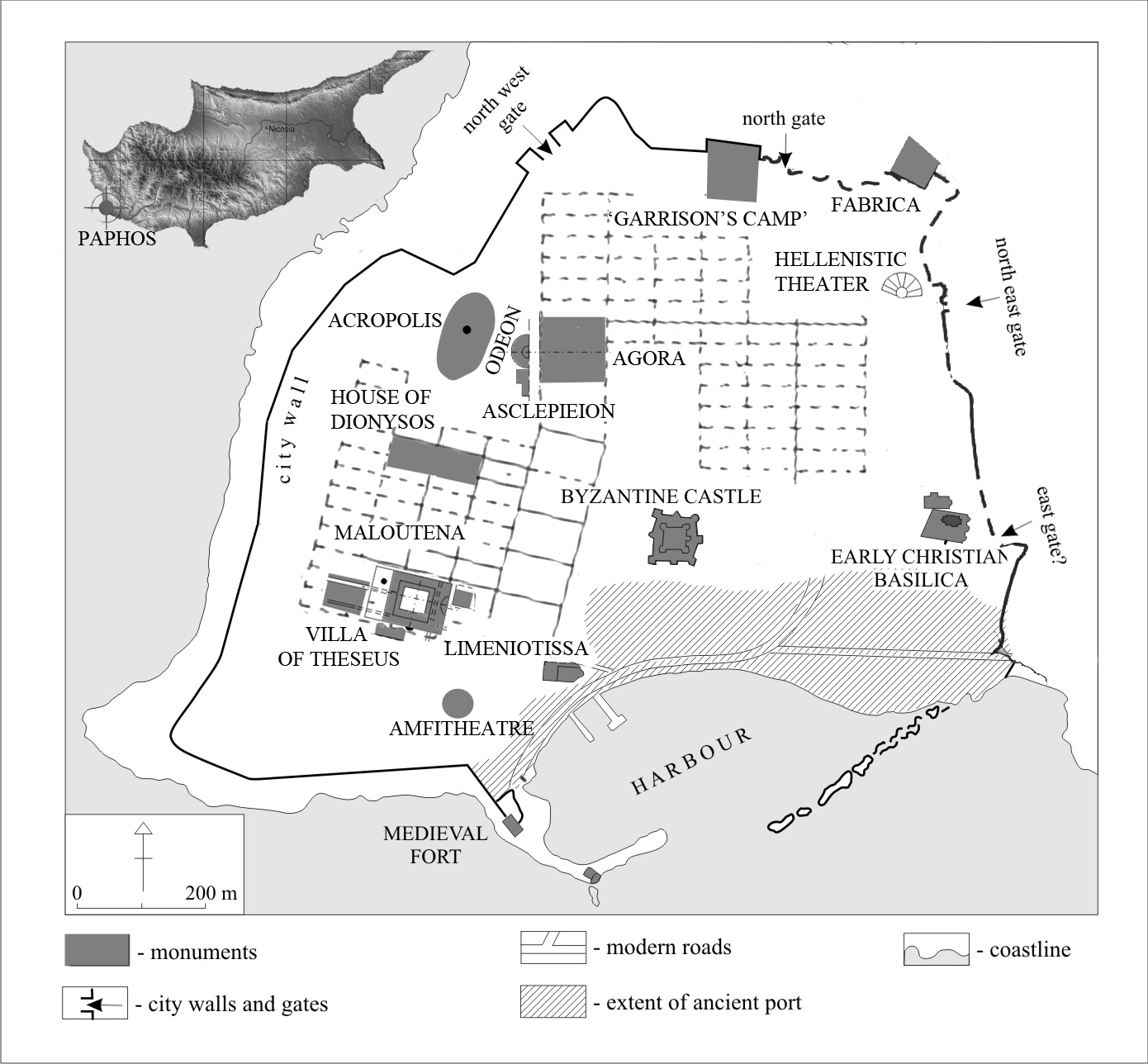
Mapa de l'antiga Pafos

### Excavacions poloneses a Pafos
L'expedició arqueològica del Centre Polonés d'Arqueologia Mediterrània de la Universitat de Varsòvia començà a treballar amb la direcció de Kazimierz Michałowski al juny del 1965. Es van trobar estàtues de marbre d'Asclepi i Àrtemis (que era adorada a la ciutat) en les excavacions del sud-oest de Pafos. També aparegué un tresor de monedes d'argent dels regnats de Filip III Arrideu i Alexandre el Gran. Els directors posteriors de les expedicions poloneses foren Wiktor Andrzej Daszewski (1971–2007) i Henryk Meyza (2008–2019). Els seus equips van descobrir una enorme residència antiga (120 m de llarg i 80 m d'amplària). Va rebre el nom de Vil·la de Teseu perquè a dins hi havia un mosaic que representava la batalla entre Teseu i el Minotaure. El 1983, es descobrí un gran mosaic amb una representació d'Eó, el déu del temps i l'eternitat, en una casa que s'anomenà la Casa d'Eó. Les excavacions també abasten l'anomenada Casa “hel·lenística” i la Casa Romana Primerenca.
El 2011, el Projecte Paphos Agora, el posà en marxa un equip de la Càtedra d'Arqueologia Clàssica de l'Institut d'Arqueologia de la Universitat Jagellònica, encapçalat per Ewdoksia Papuci-Władyka. El principal objectiu era la cerca de l'àgora hel·lenística, que devia estar amagada sota la romana. El 2015 va començar la nova fase del projecte, en què es reconstruiria l'espai públic de l'àgora, i la infraestructura i l'activitat econòmica de Pafos.
L'any 2020 marca el començament d'un projecte del consorci científic de la Universitat Jagellònica, el Centre Polonés d'Arqueologia Mediterrània de la Universitat de Varsòvia i la Universitat Tecnològica de Varsòvia. El projecte, titulat “MA-P Maloutena i Agora en el disseny de Pafos: modelant el paisatge urbà de la capital hel·lenística i romana de Xipre”, el dirigeix Ewdoksia Papuci-Władyka.

## Monuments

### Casa de Dionís
Aquesta magnífica vil·la ocupa 2.000 m², dels quals 556 estan coberts amb pisos de mosaic amb escenes mitològiques, d'època i de caça. Duu el nom del déu Dionís perquè n'apareix en alguns mosaics.
Les cambres es disposen al voltant d'un pati central, o atri, que era el nucli de la casa. Va ser construïda a la fi el segle ii i l'abandonaren després dels terratrèmols del segle iv.

Un mosaic hel·lenístic de còdols representa la mítica Escil·la d'una vil·la anterior, del segle iii abans de la nostra era; es va trobar sota la vil·la romana i es mostra in situ. 

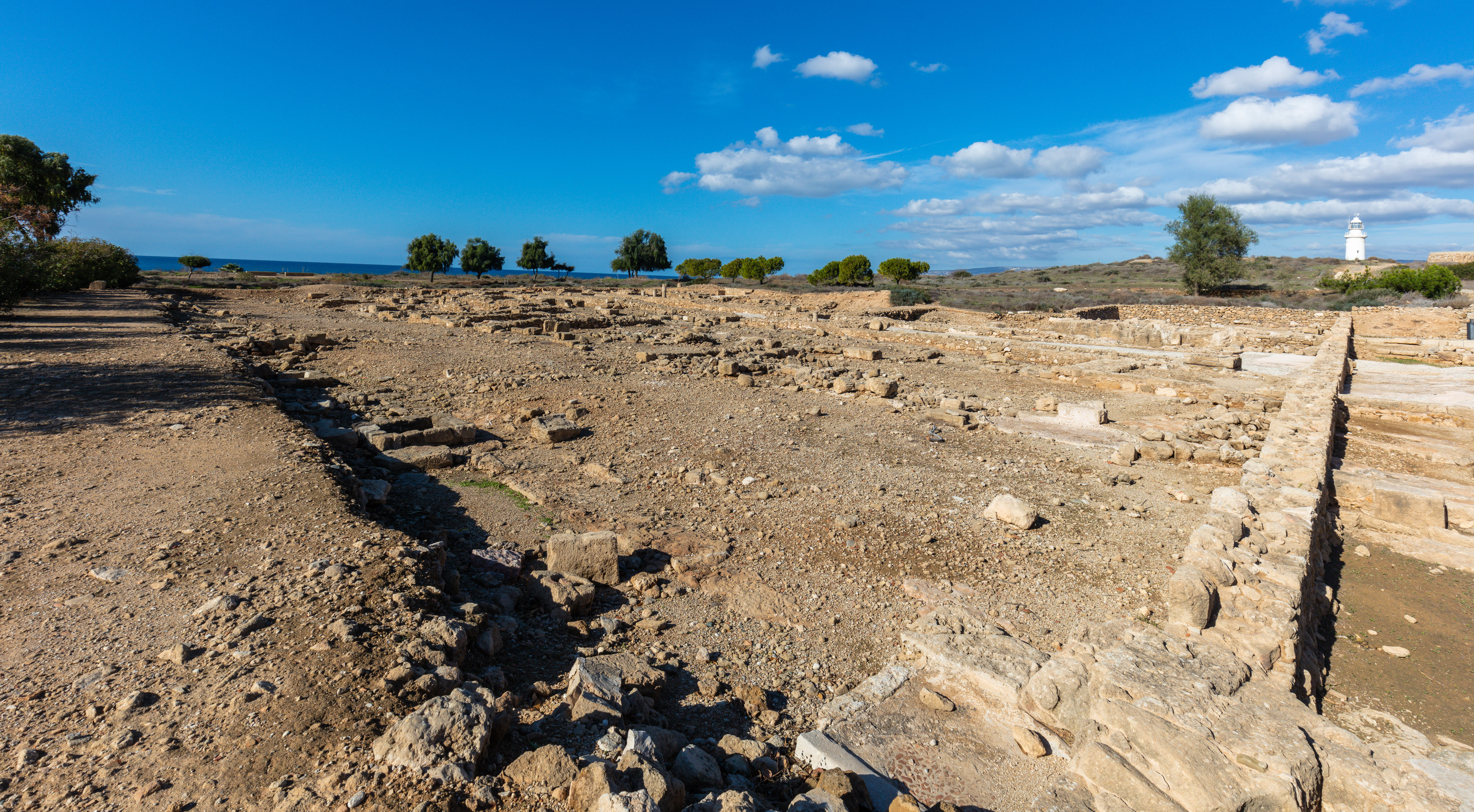
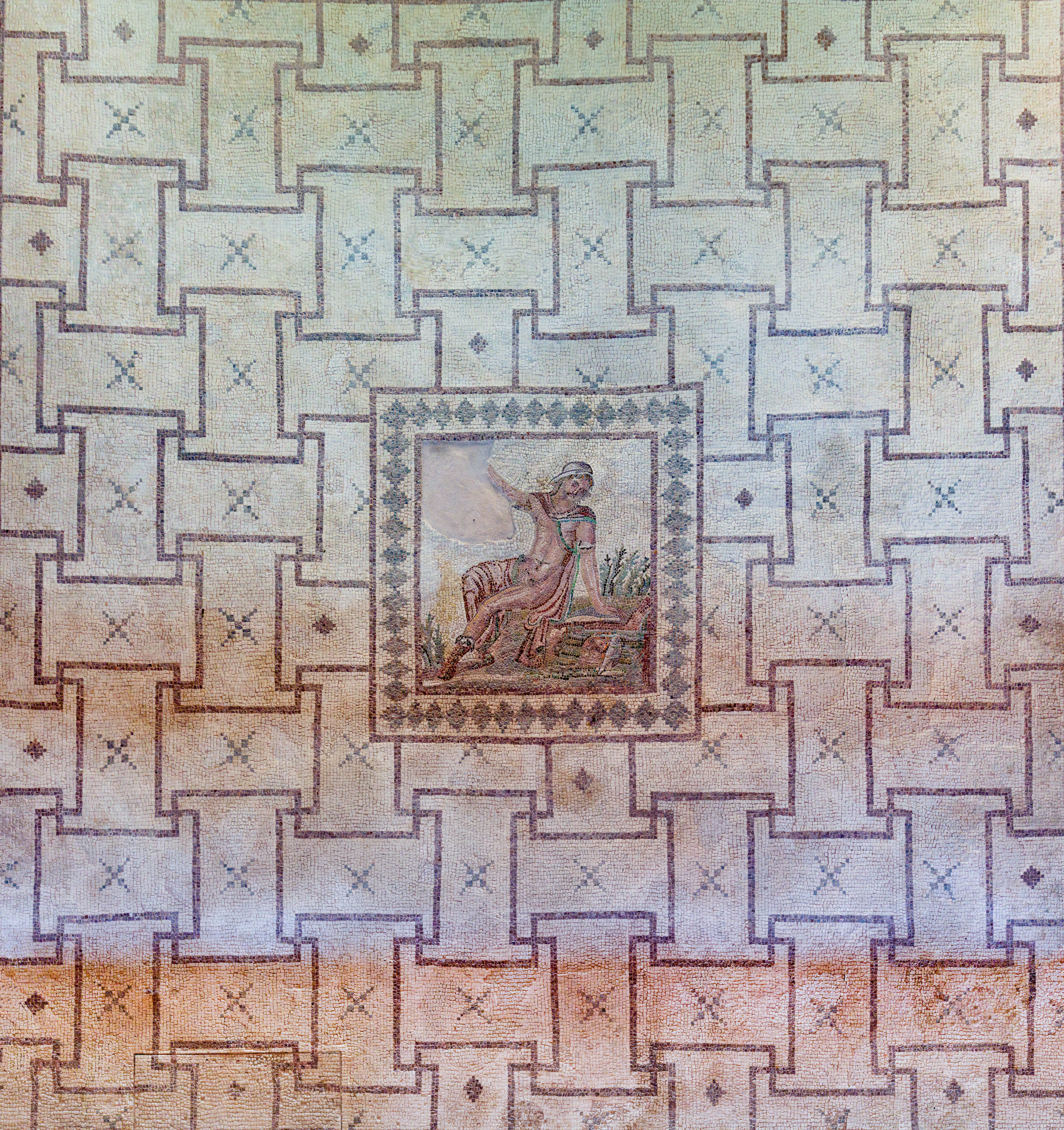
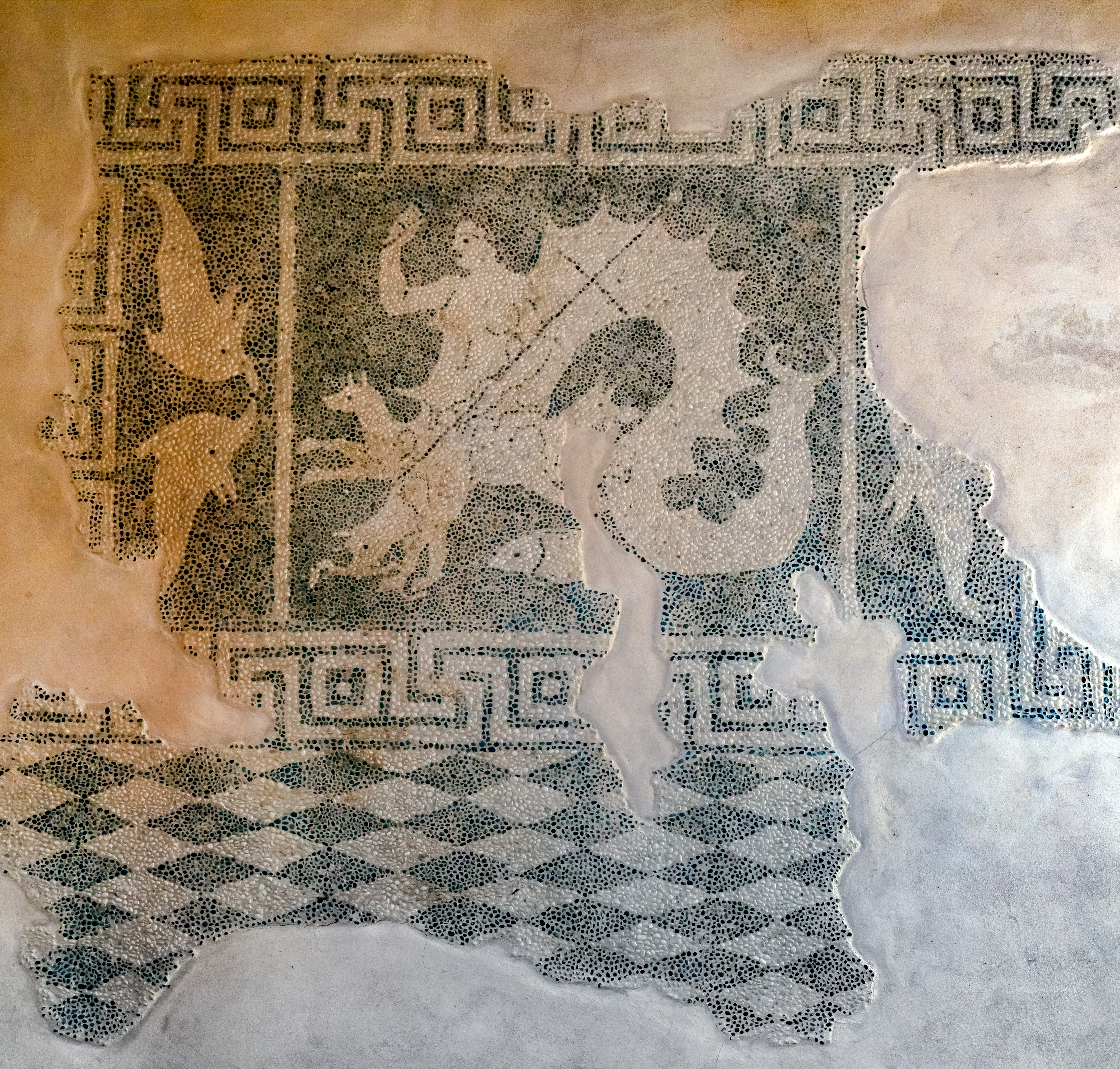
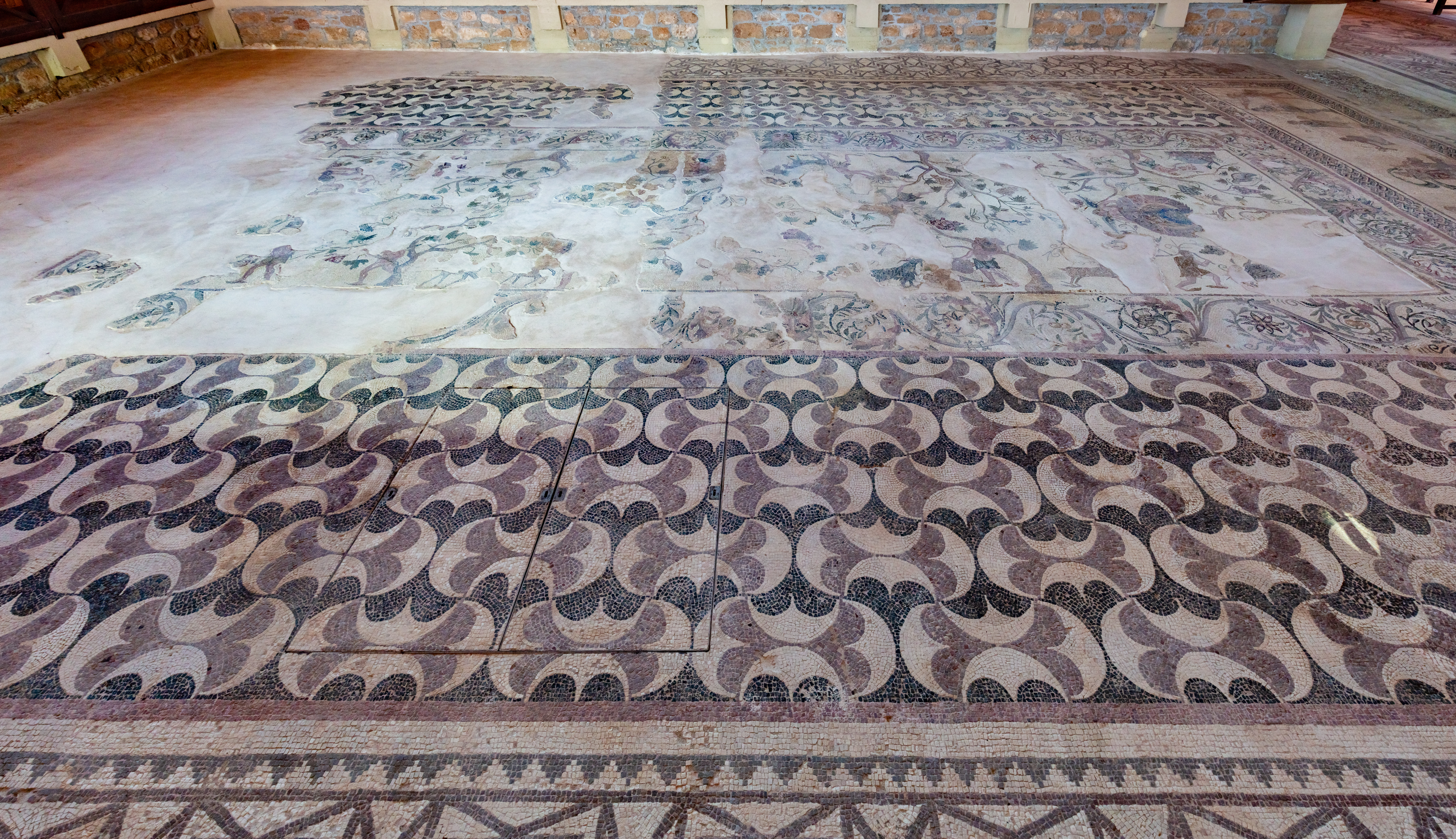
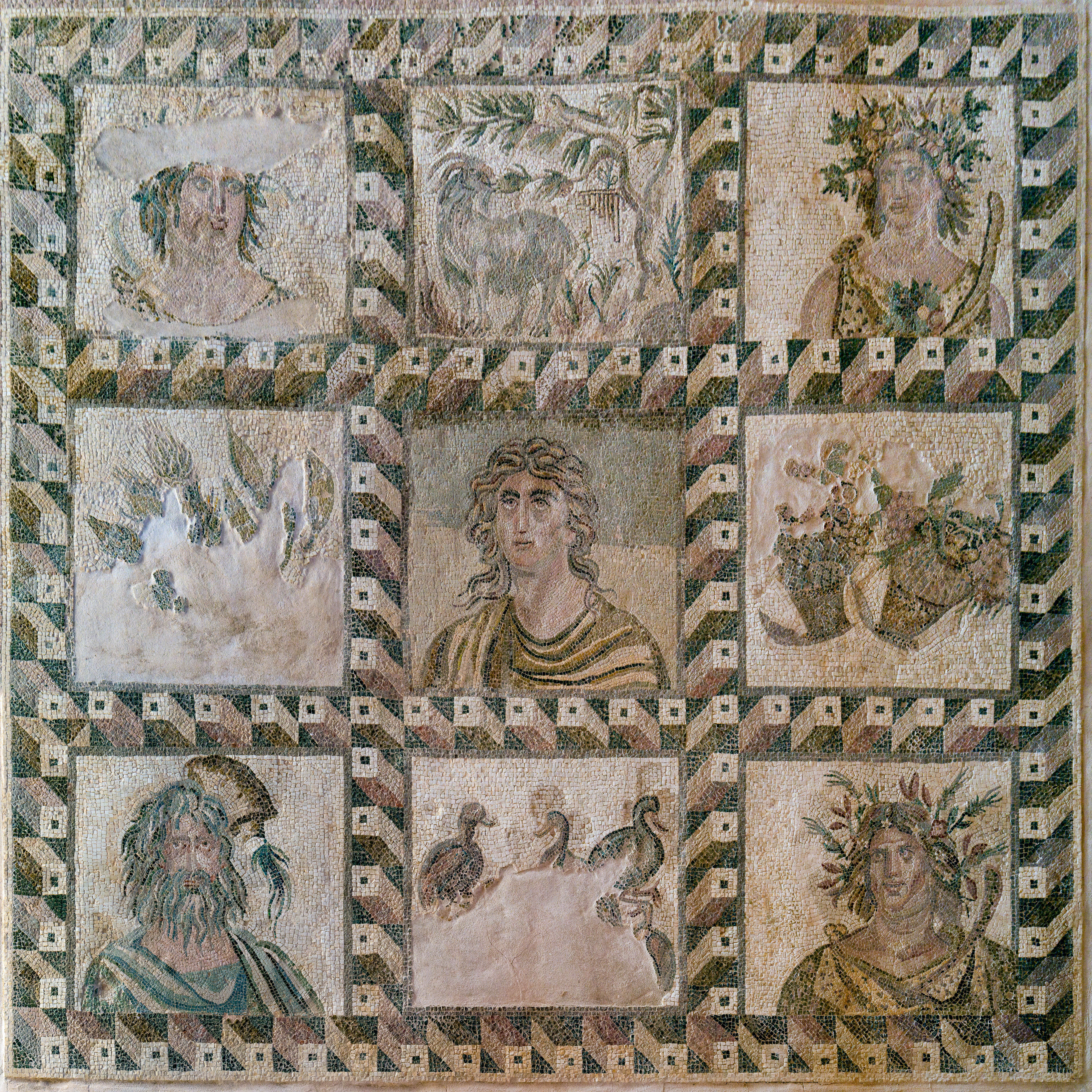
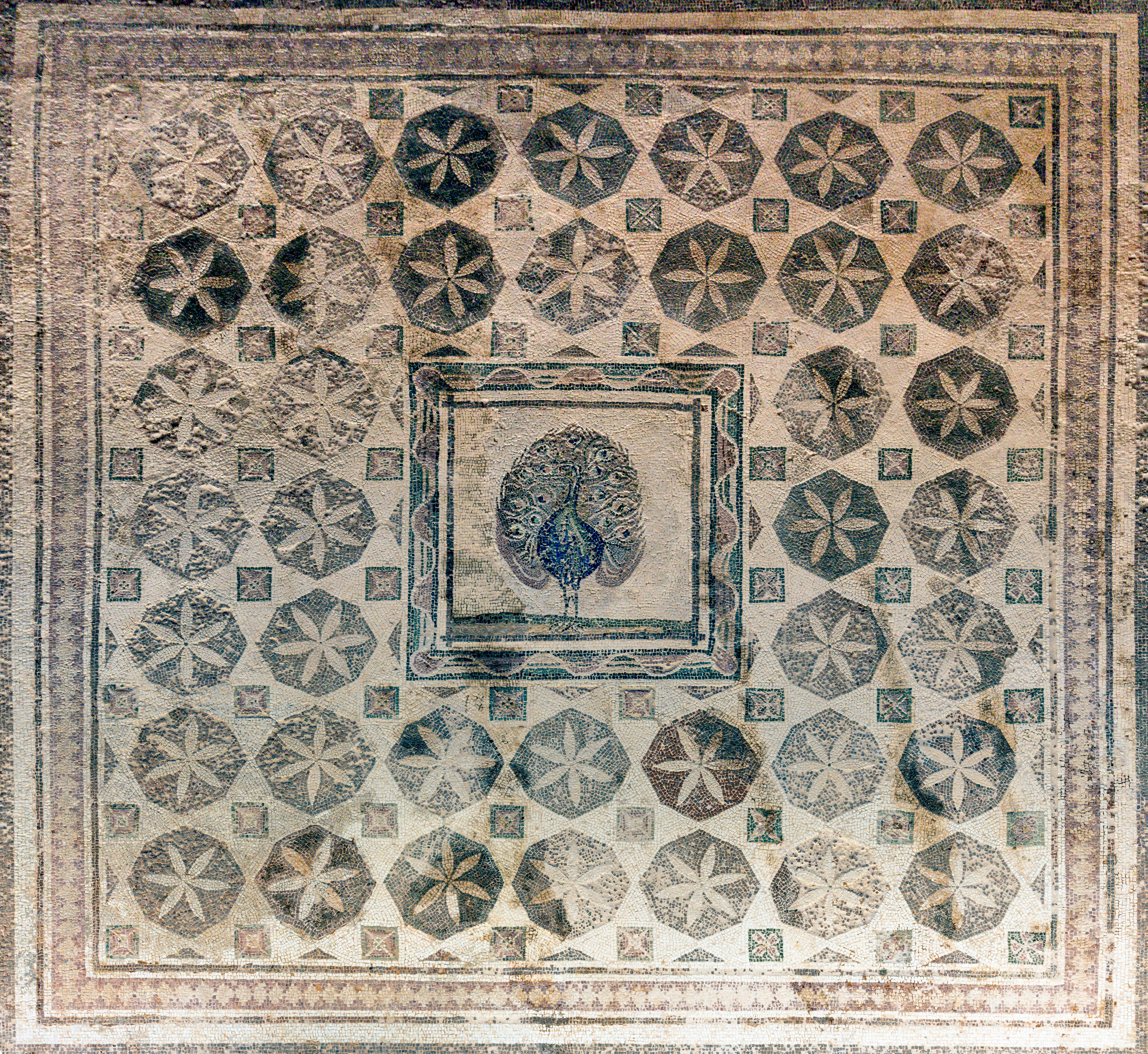
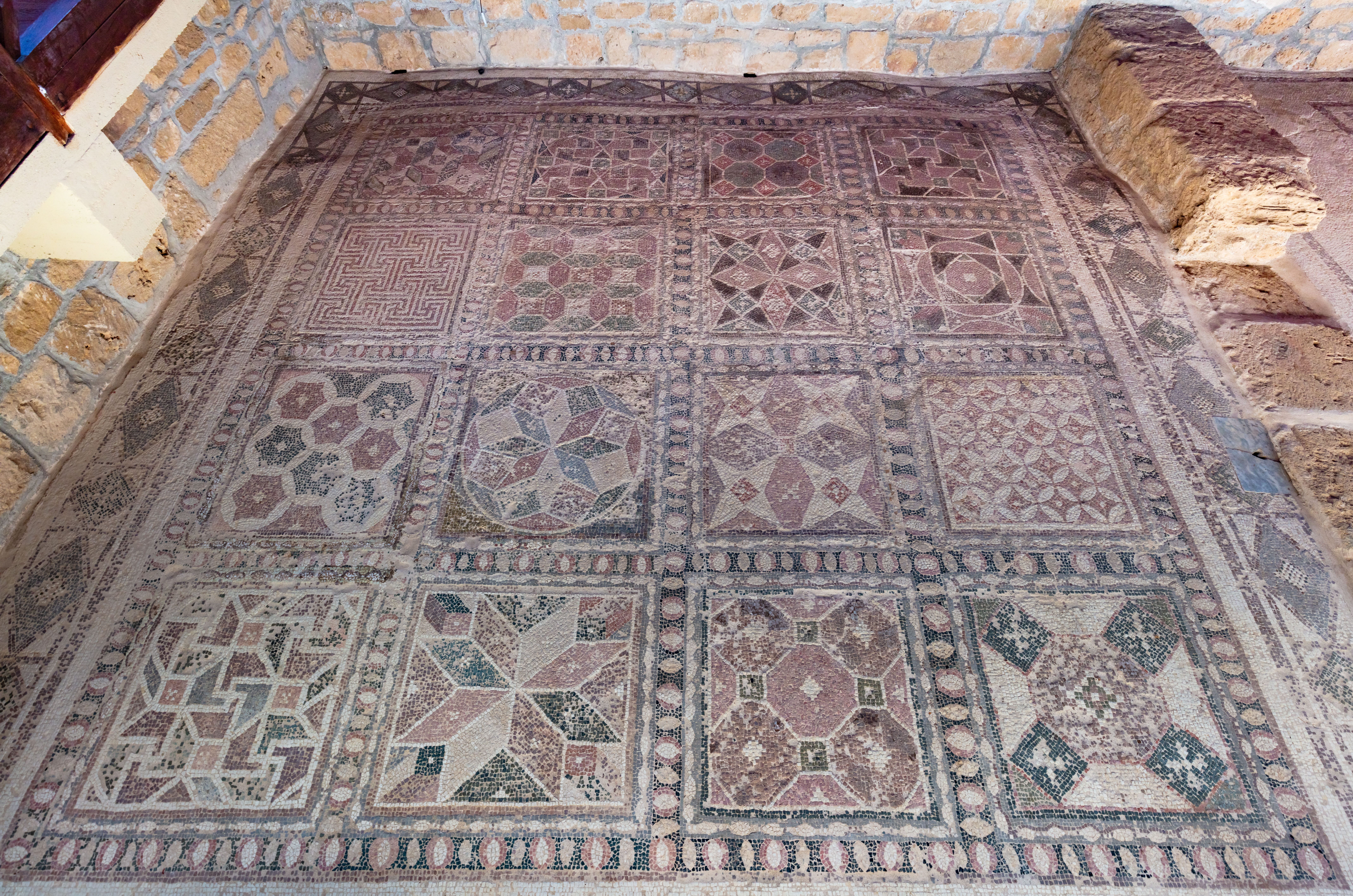
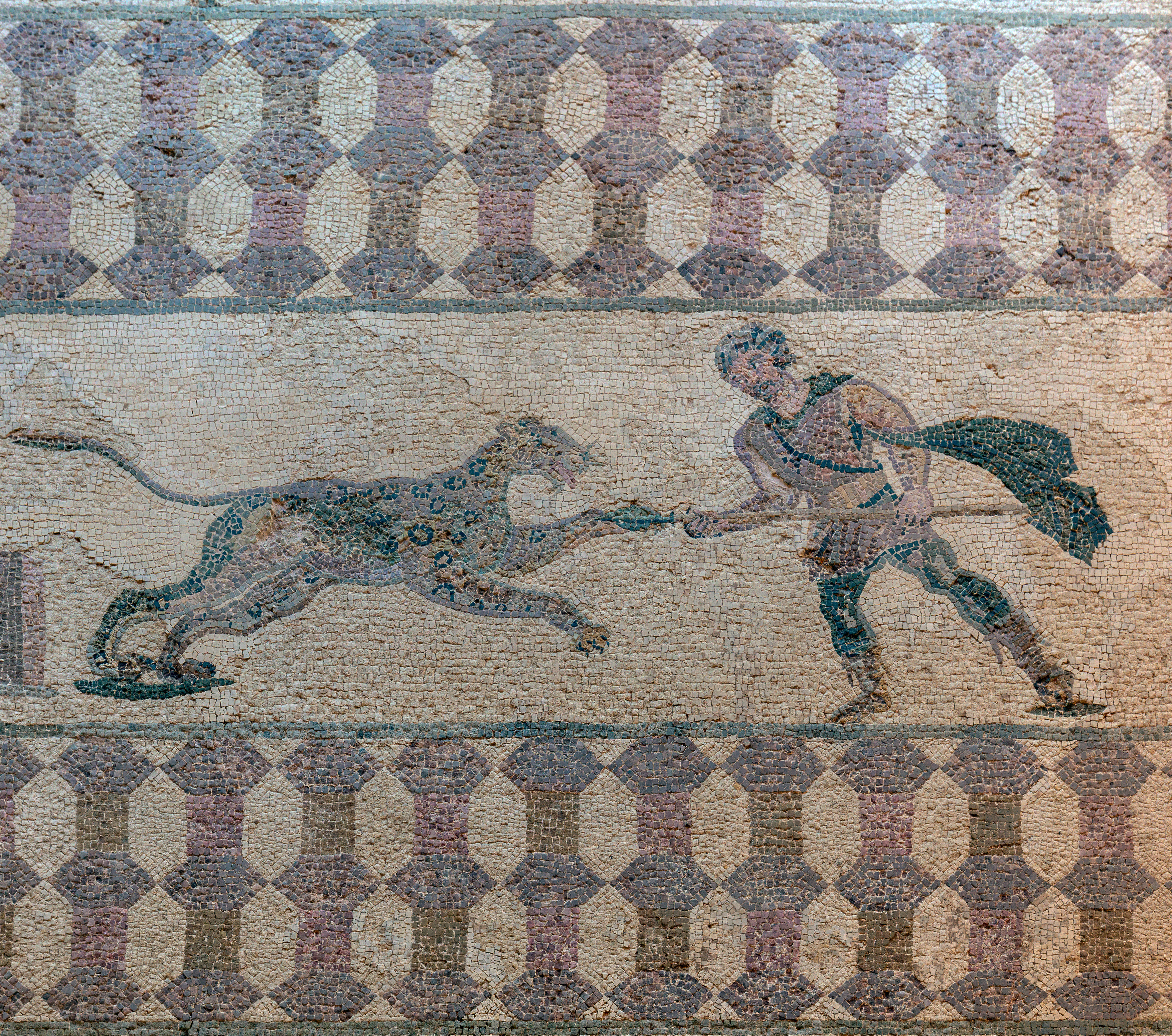
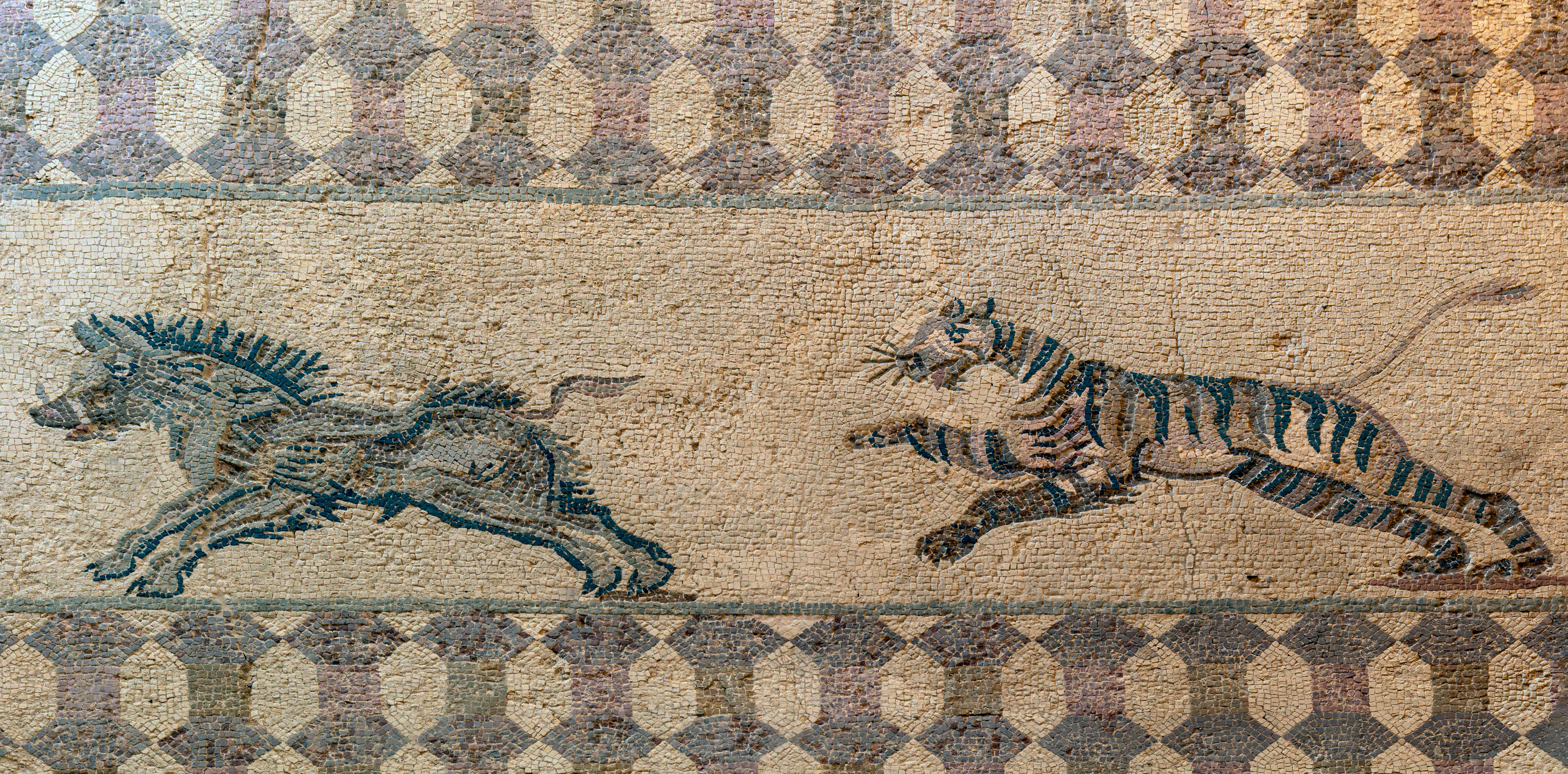
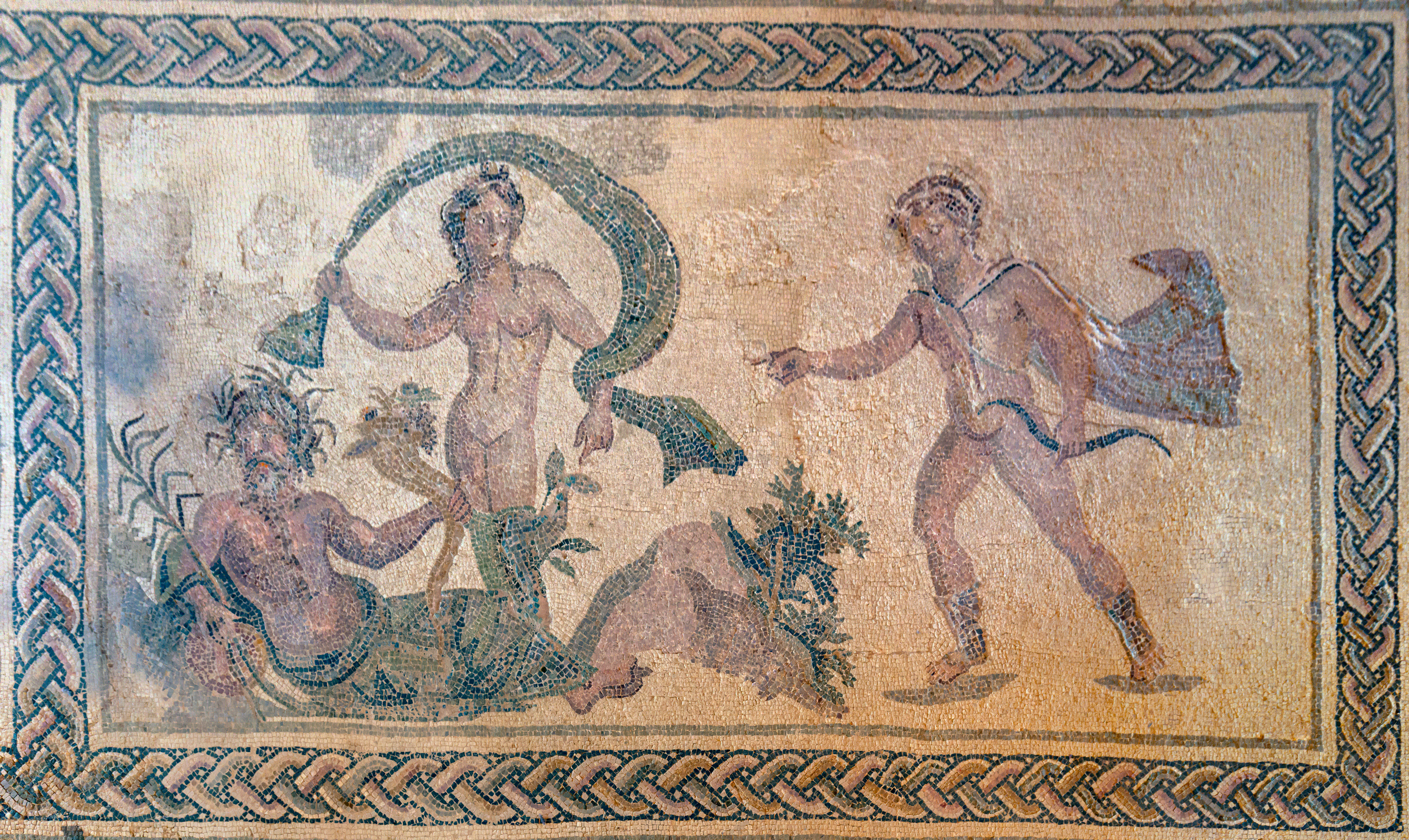
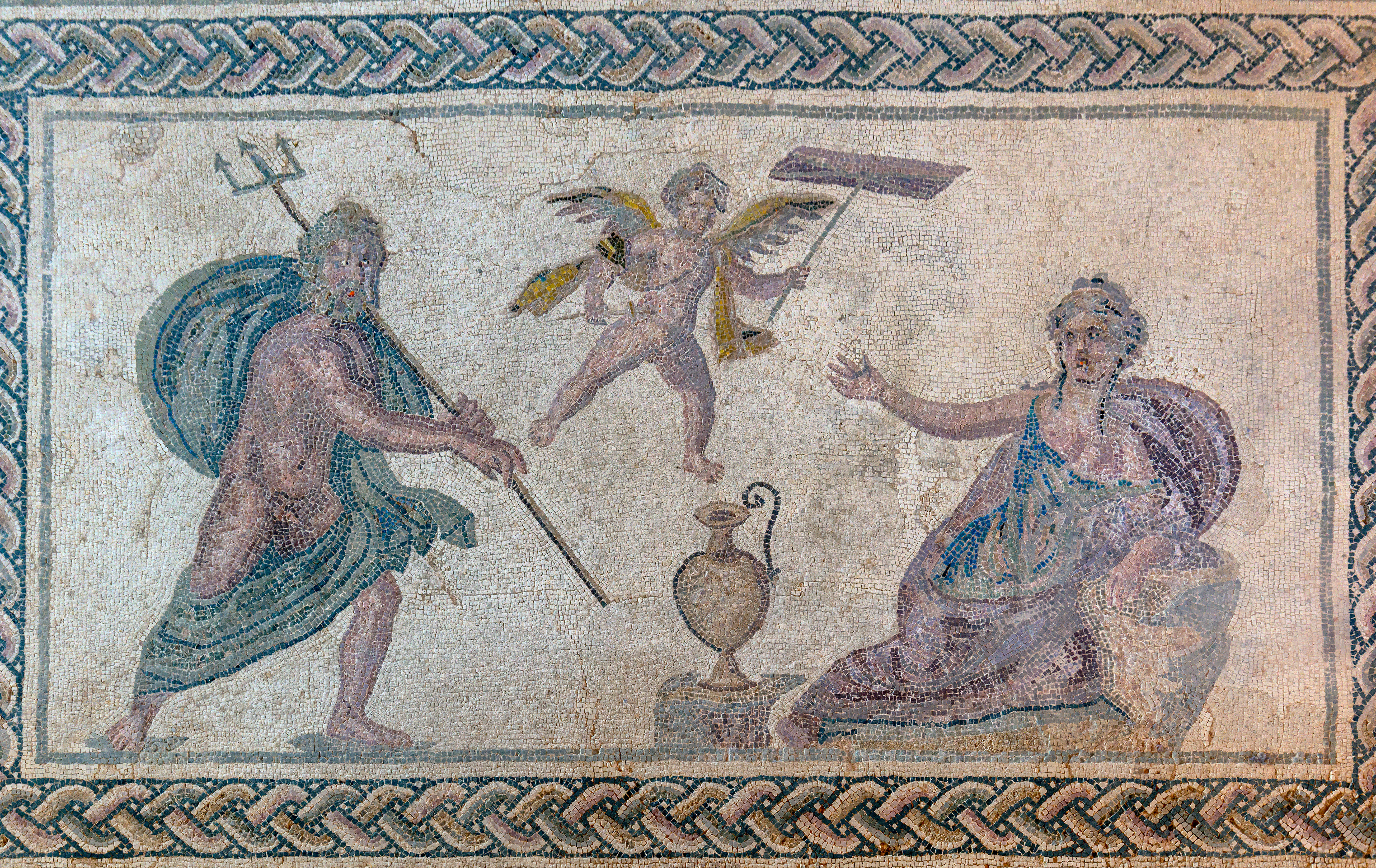
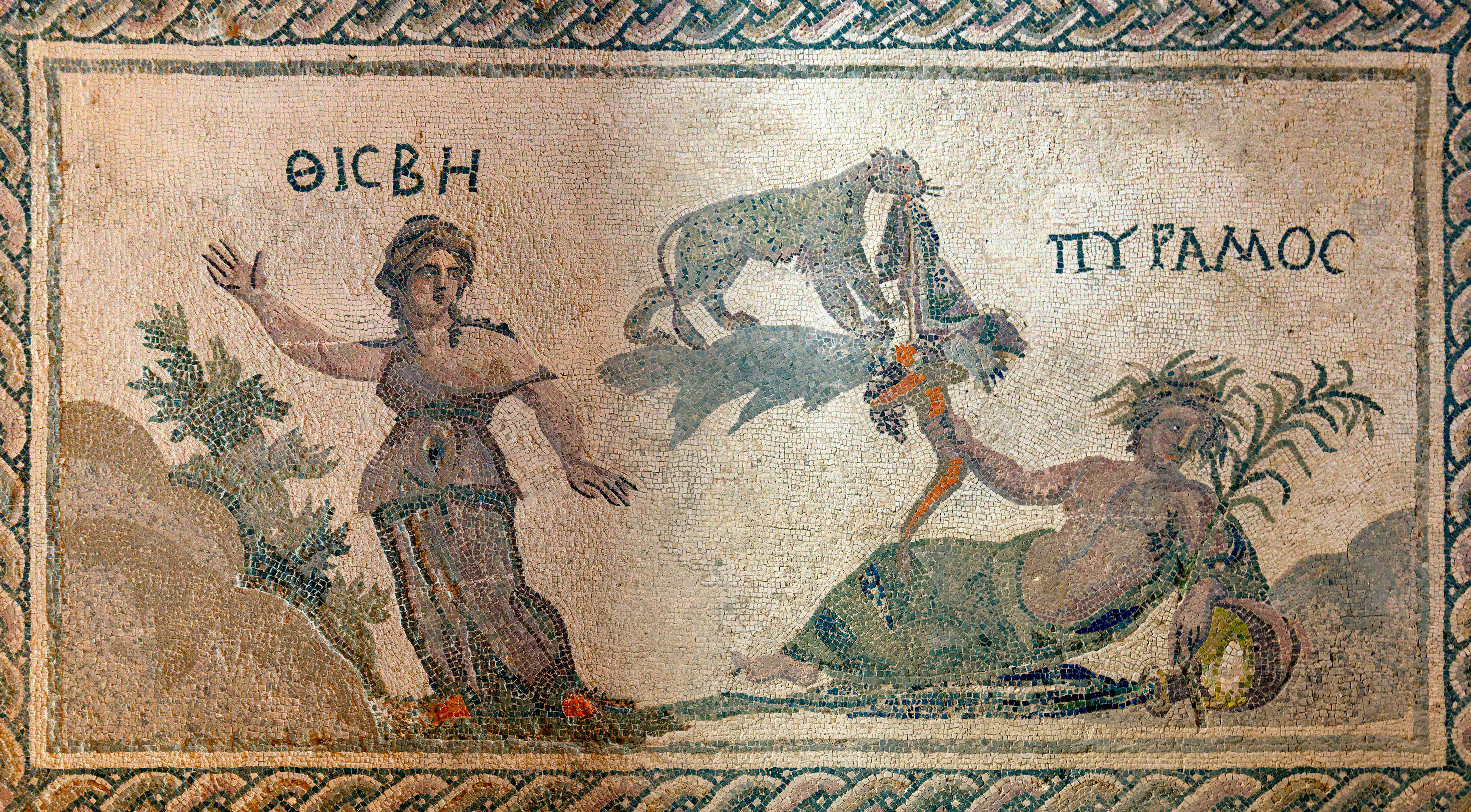
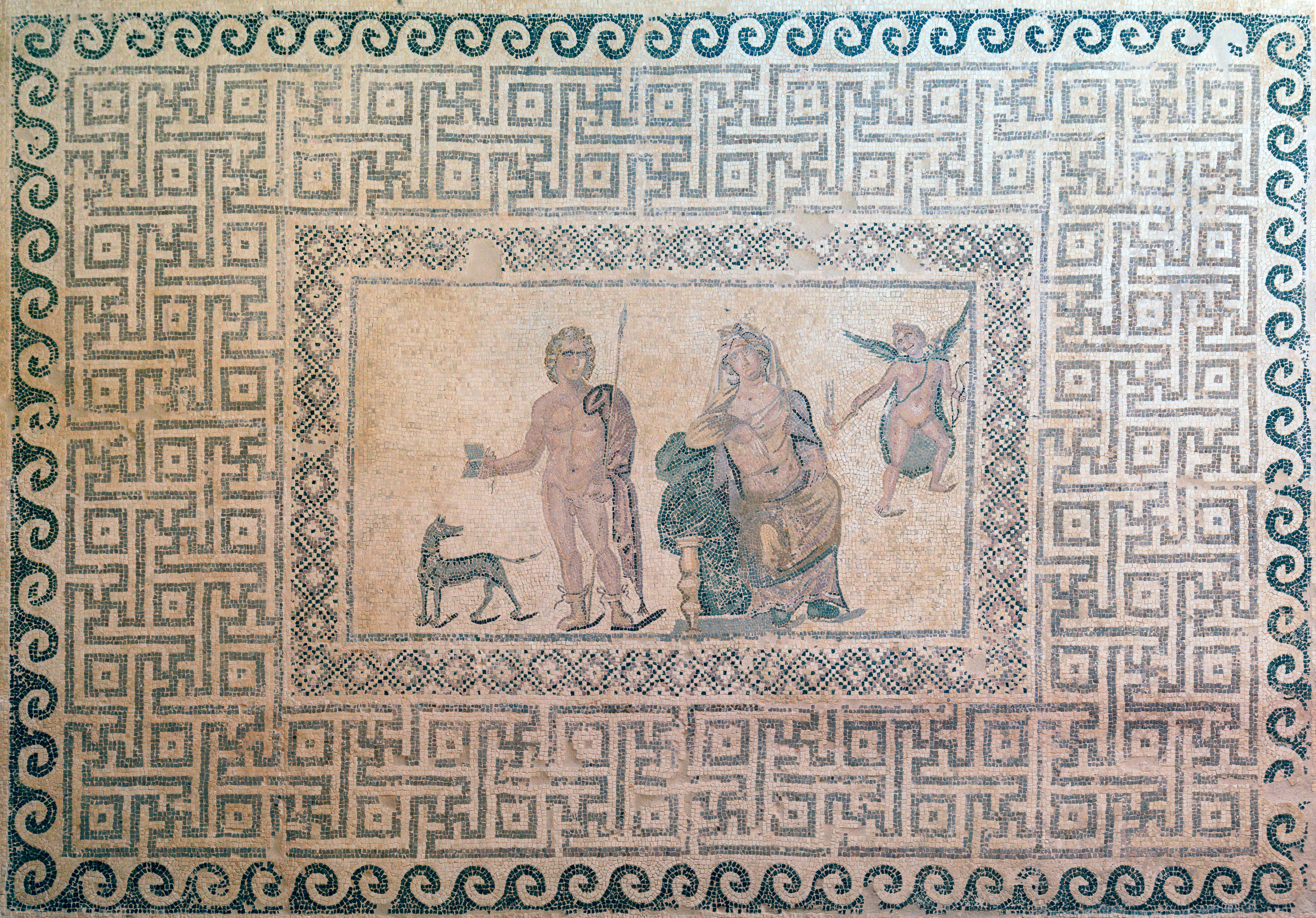
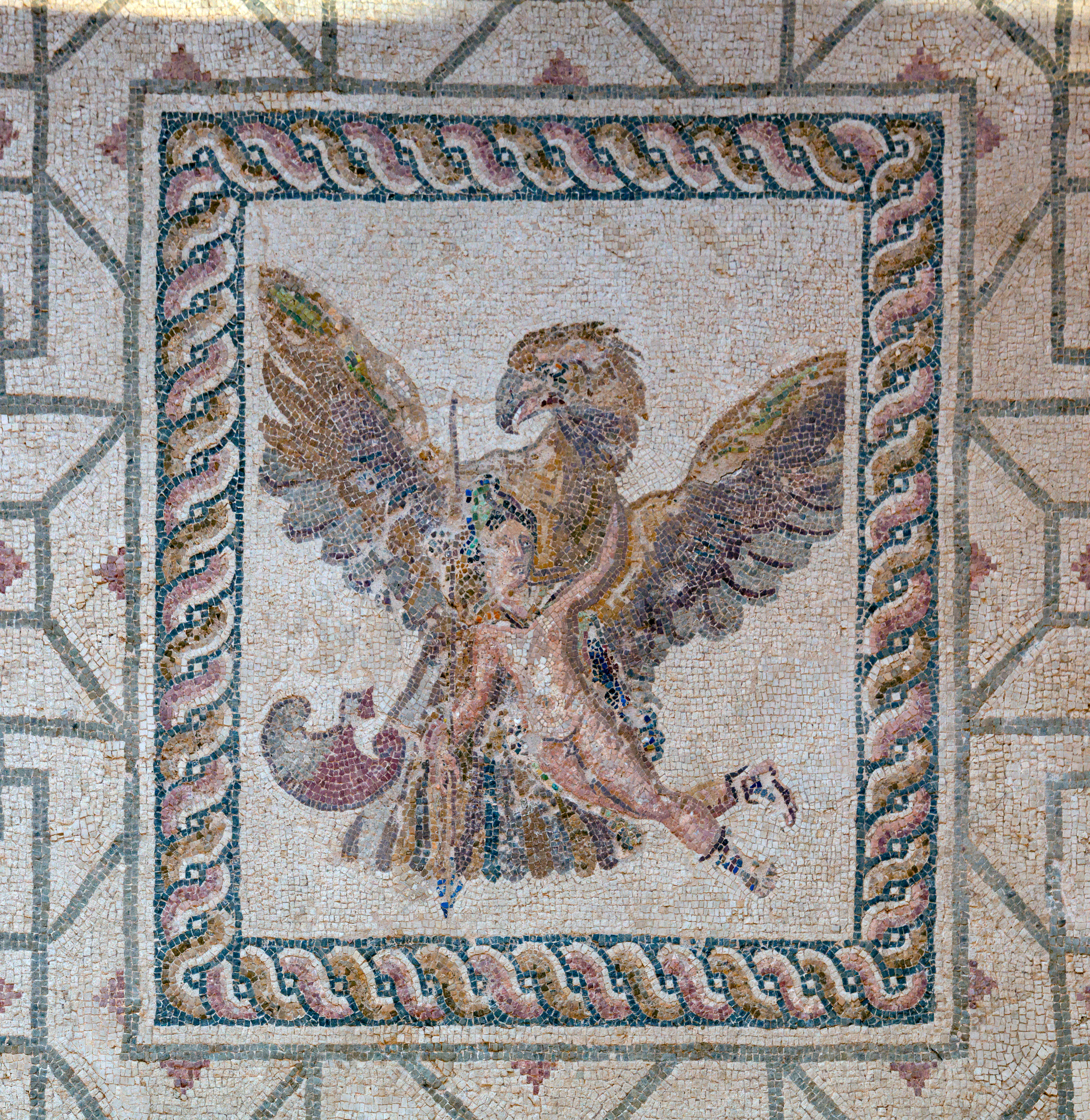

### Casa d'Eó
Encara que la Universitat de Varsòvia només ha excavat tres cambres d'aquesta gran vil·la, el pis de mosaic de la Casa d'Eó es considera una de les obres més excepcionals de l'art romà antic, si no l'única obra d'aquest tipus, i és un dels més enigmàtics i més discutits pels estudiosos. És de mitjan segle iv i duu el nom del déu que es mostra al bell mig del mosaic.
La sala principal era probablement un triclini. Dues cambres més petites tenien excel·lents mosaics geomètrics.
El mosaic principal té tres marcs horitzontals amb cinc plafons, tots envoltats per un marc geomètric.

Es va trobar un mur de la vil·la esfondrat en el carrer adjacent i ha estat restaurat. 

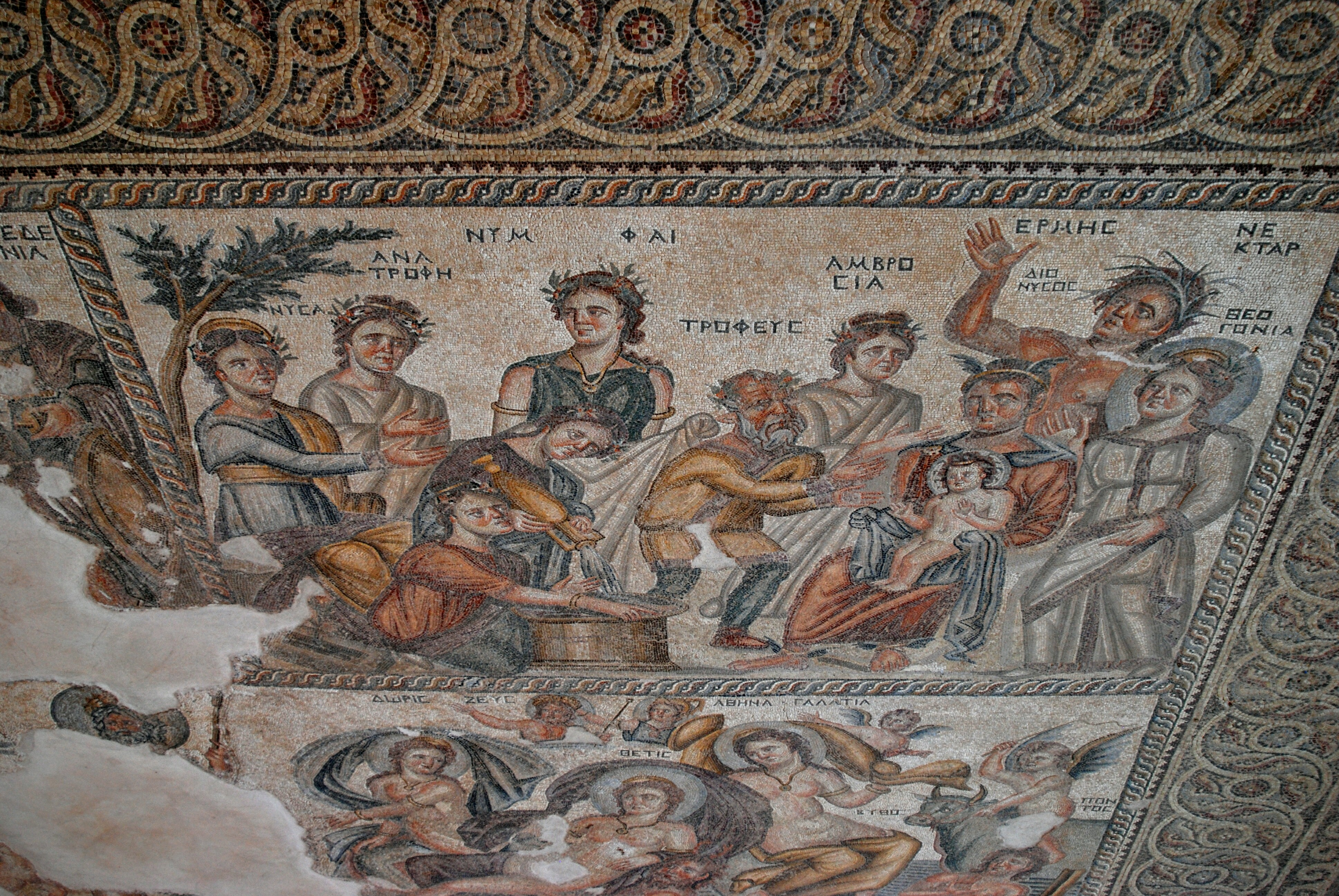
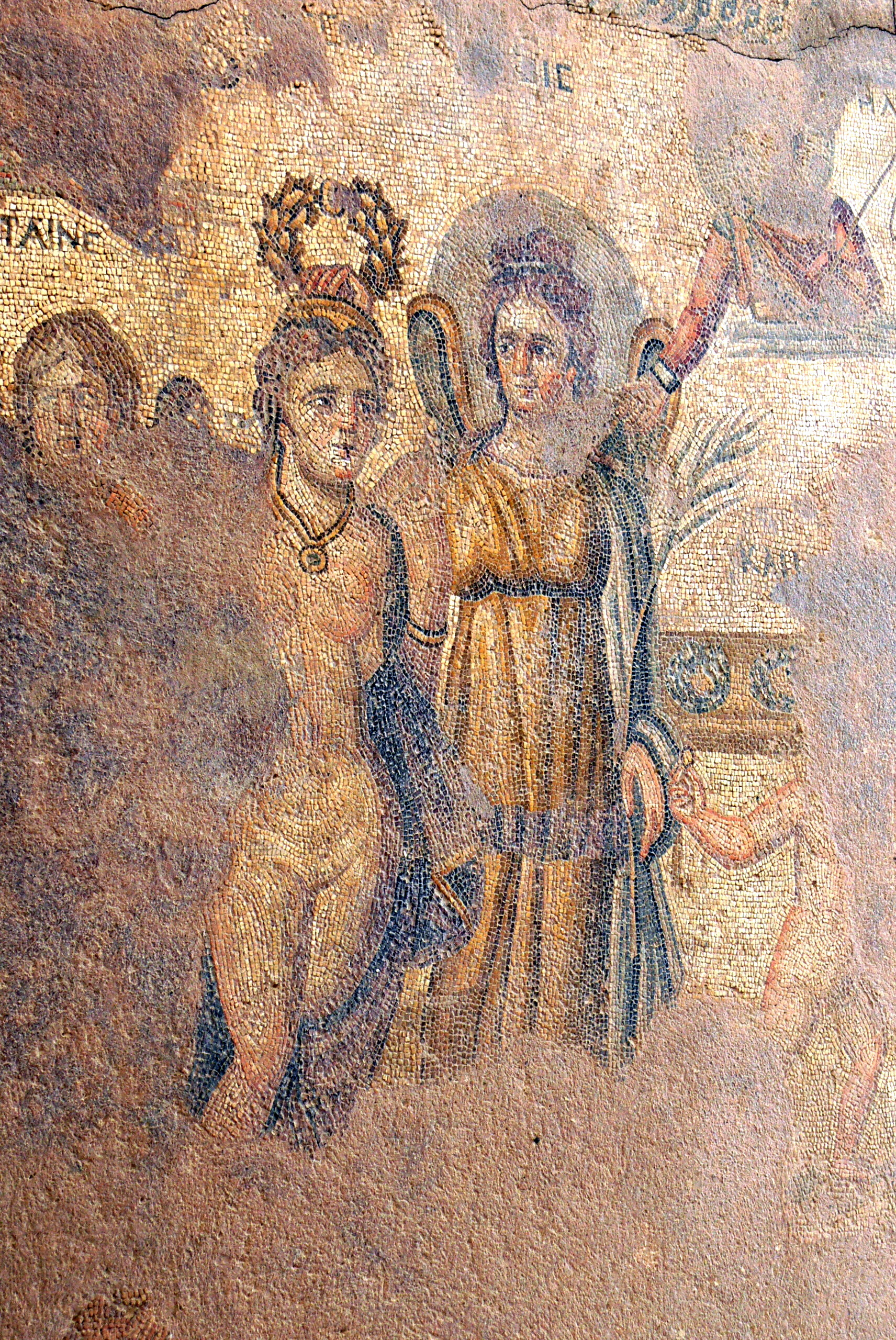
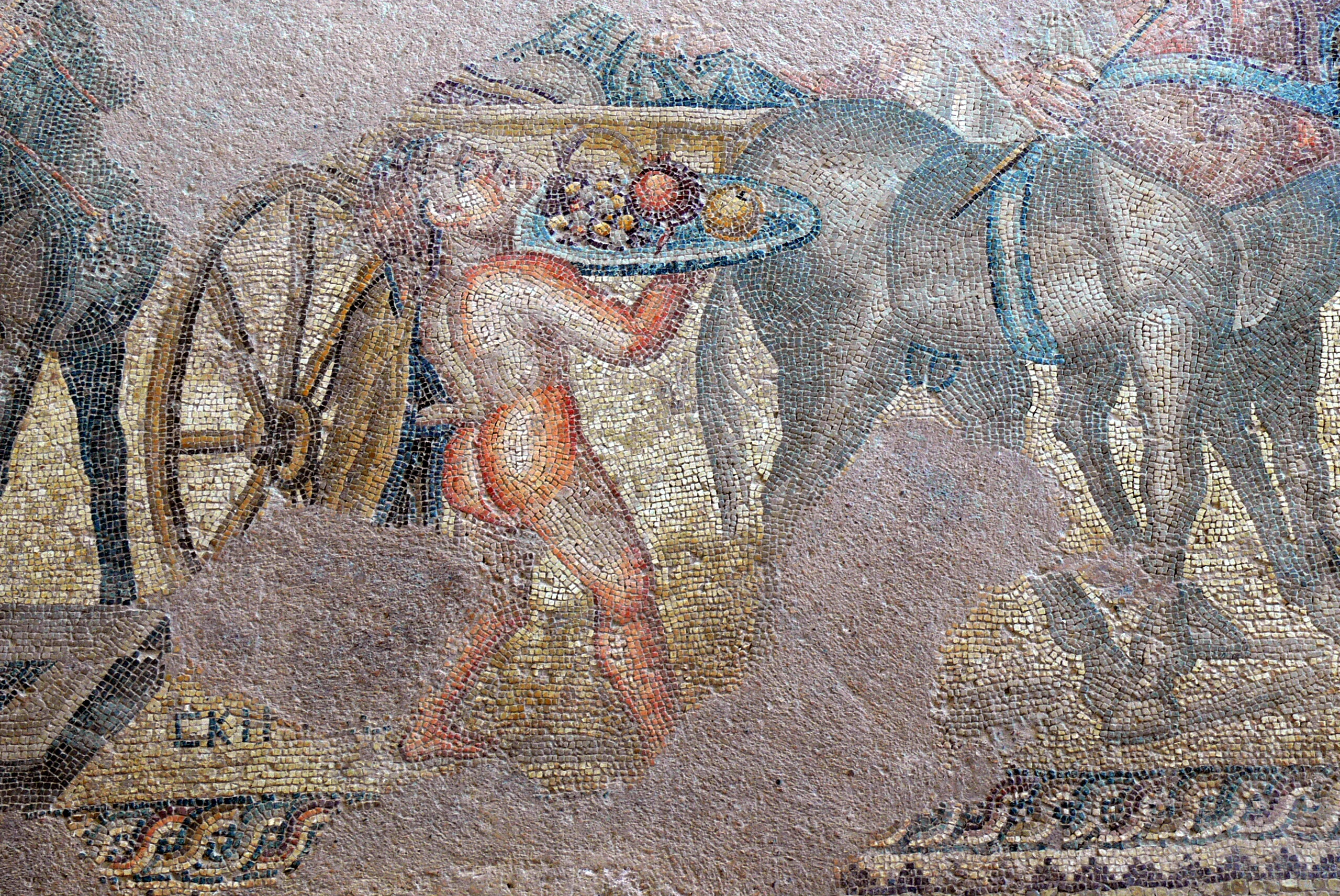
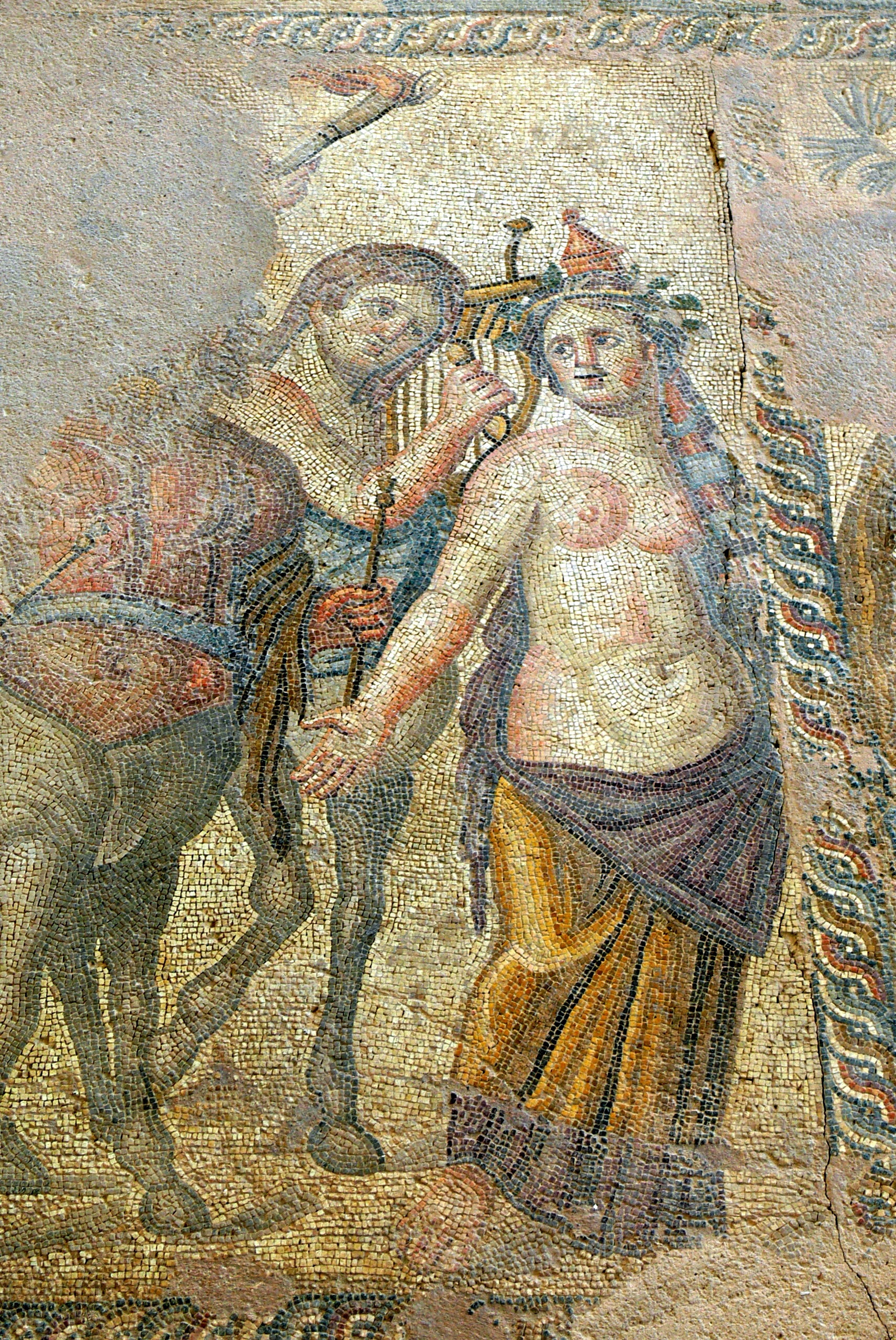

### Casa de Teseu
Aquesta vil·la excepcionalment gran era la residència del procònsol o governador romà, i es dividia en sales per a funcions oficials i d'altres per a ús privat. El nom prové del bell mosaic de Teseu i el Minotaure que hi ha a la cambra del sud-est. La vil·la cobria diverses insulae (blocs de cases) dels carrers hel·lenístics.

La construïren en la segona meitat del segle ii sobre les ruïnes de cases anteriors i hi visqueren fins al s. VII. Només s'ha excavat per complet la meitat sud de la vil·la.

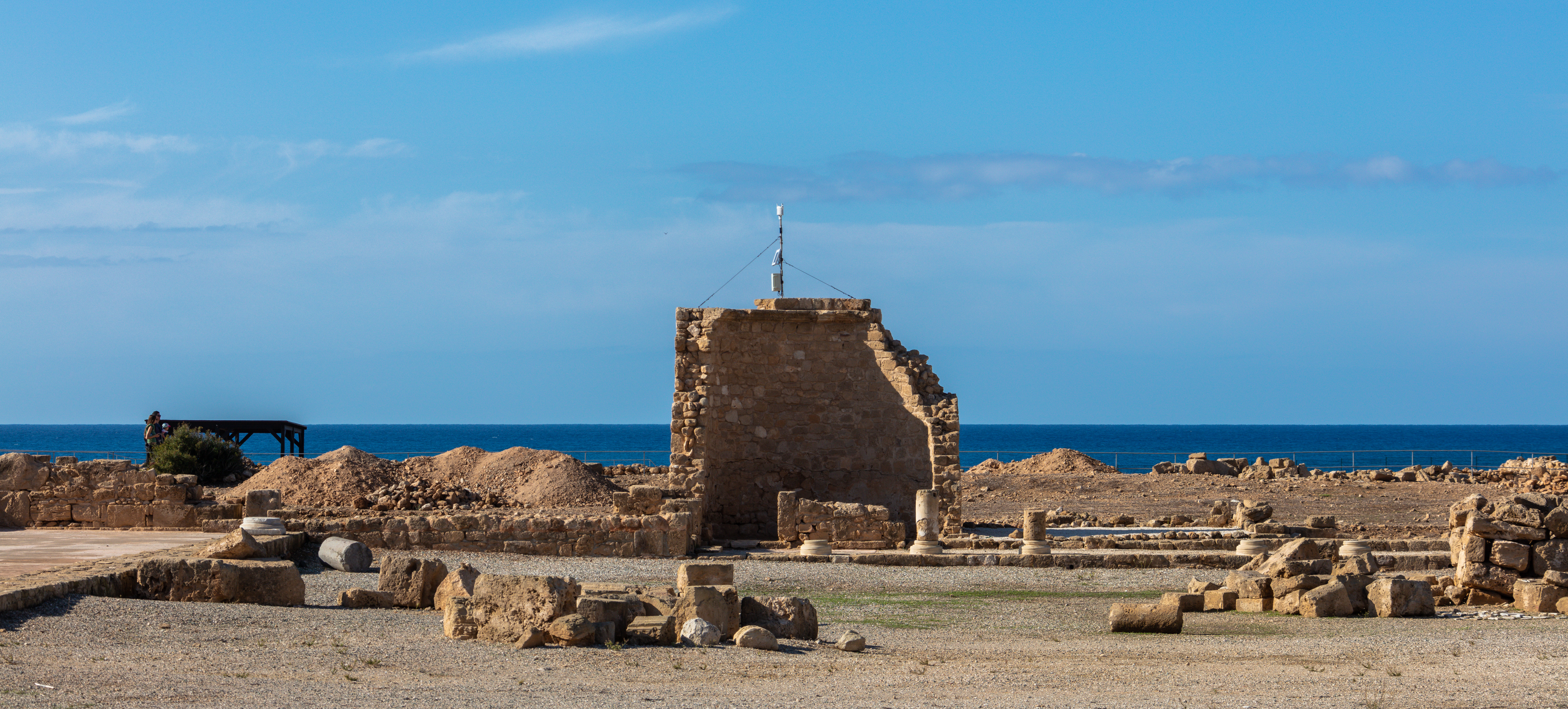
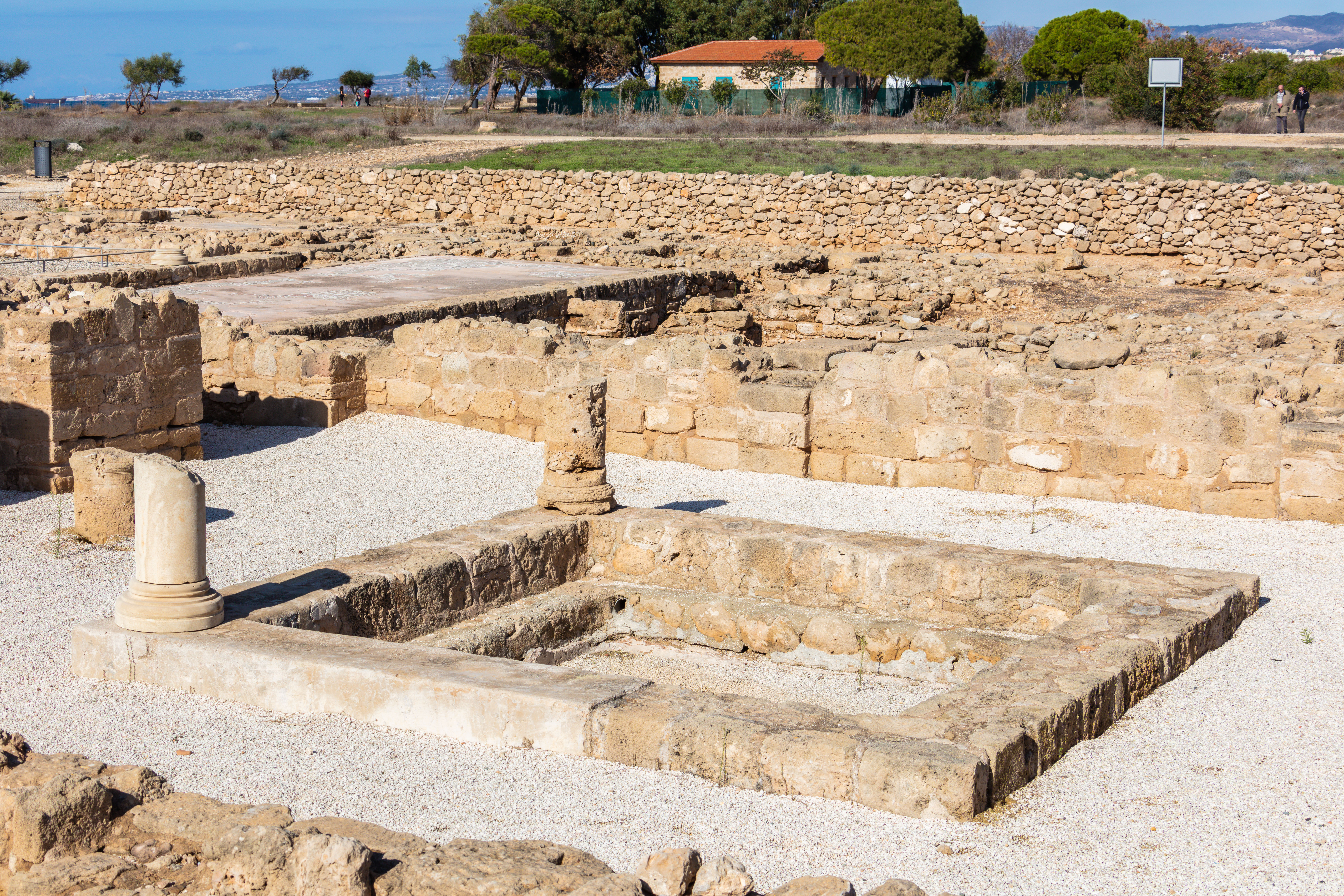
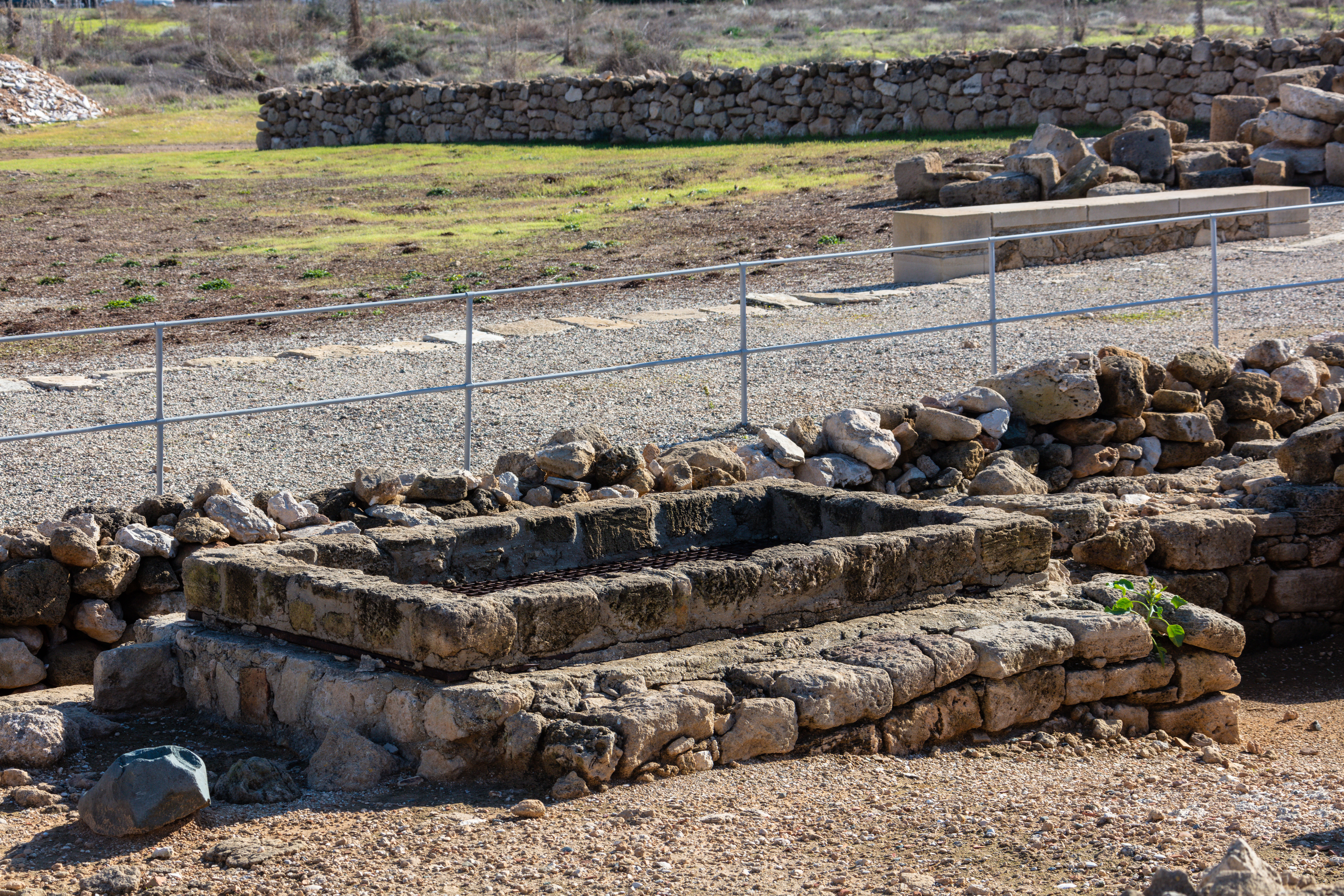
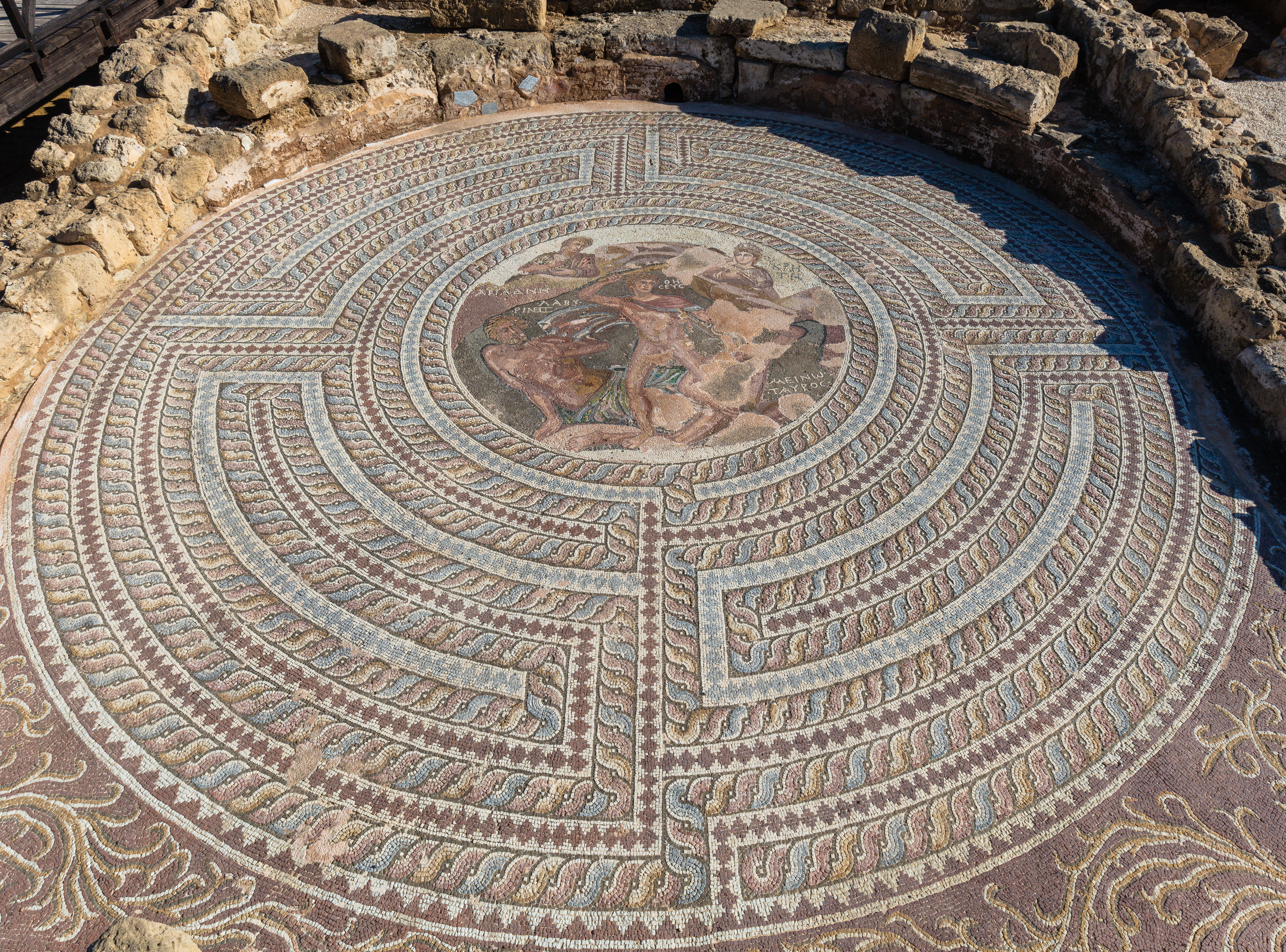
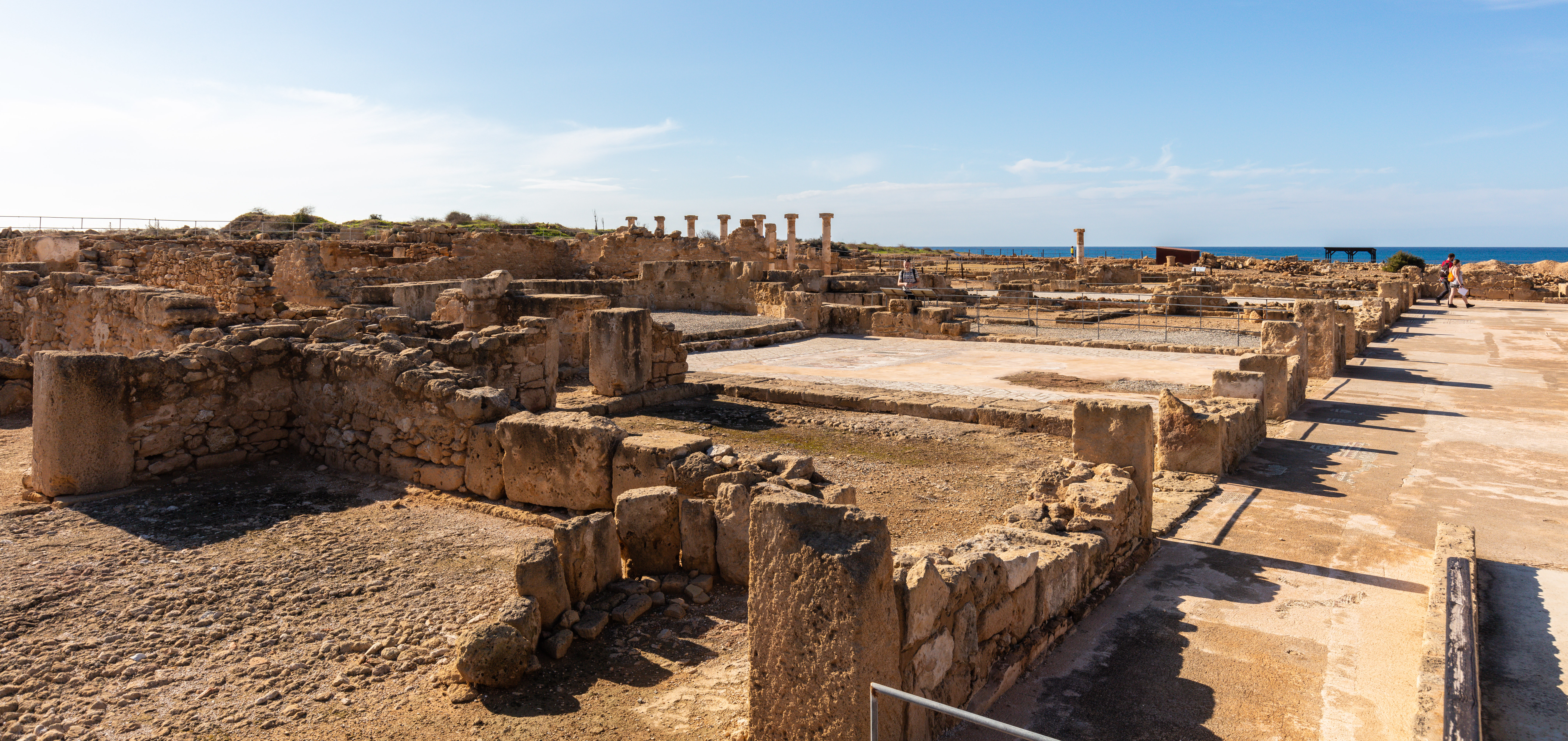
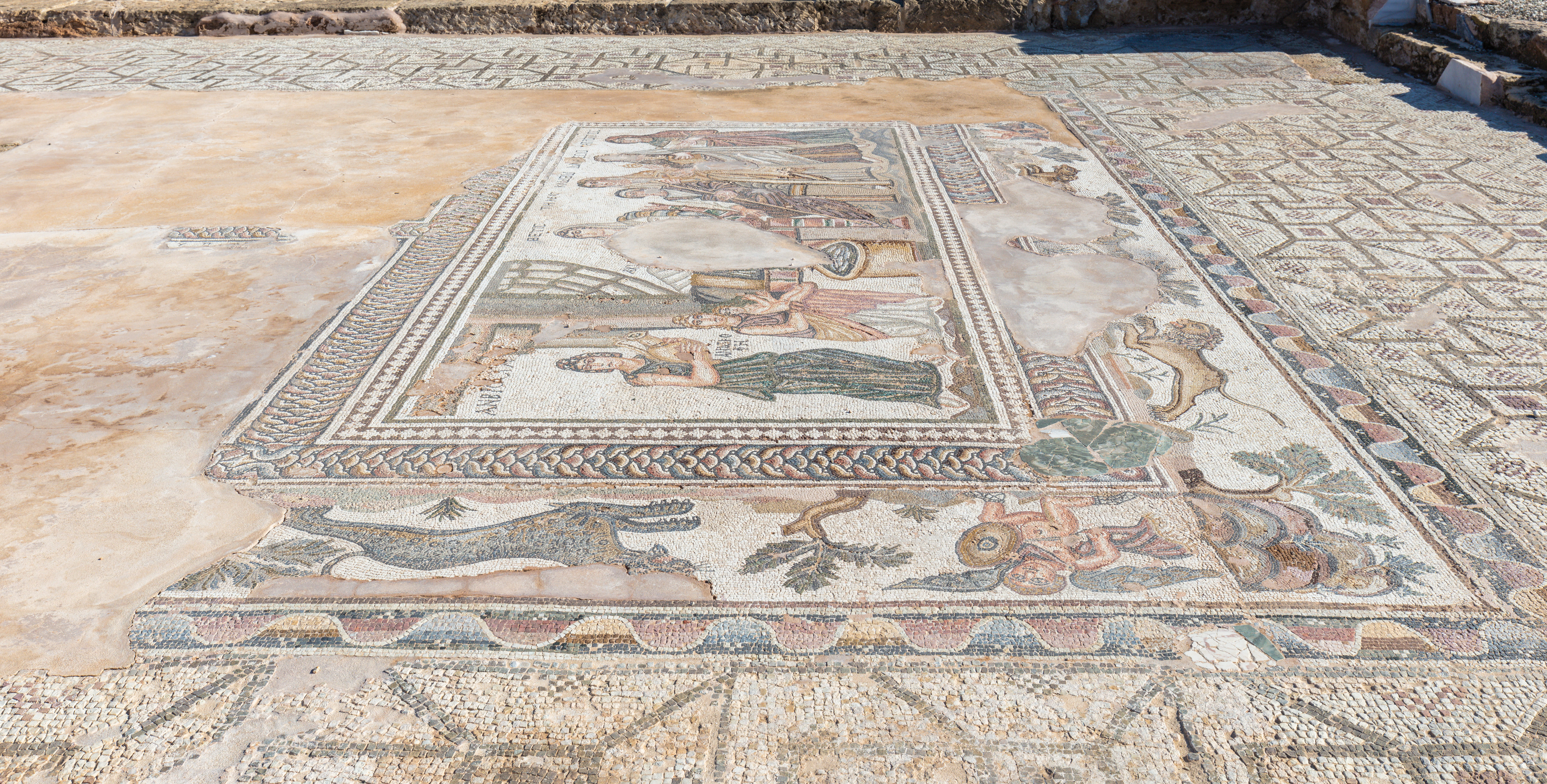
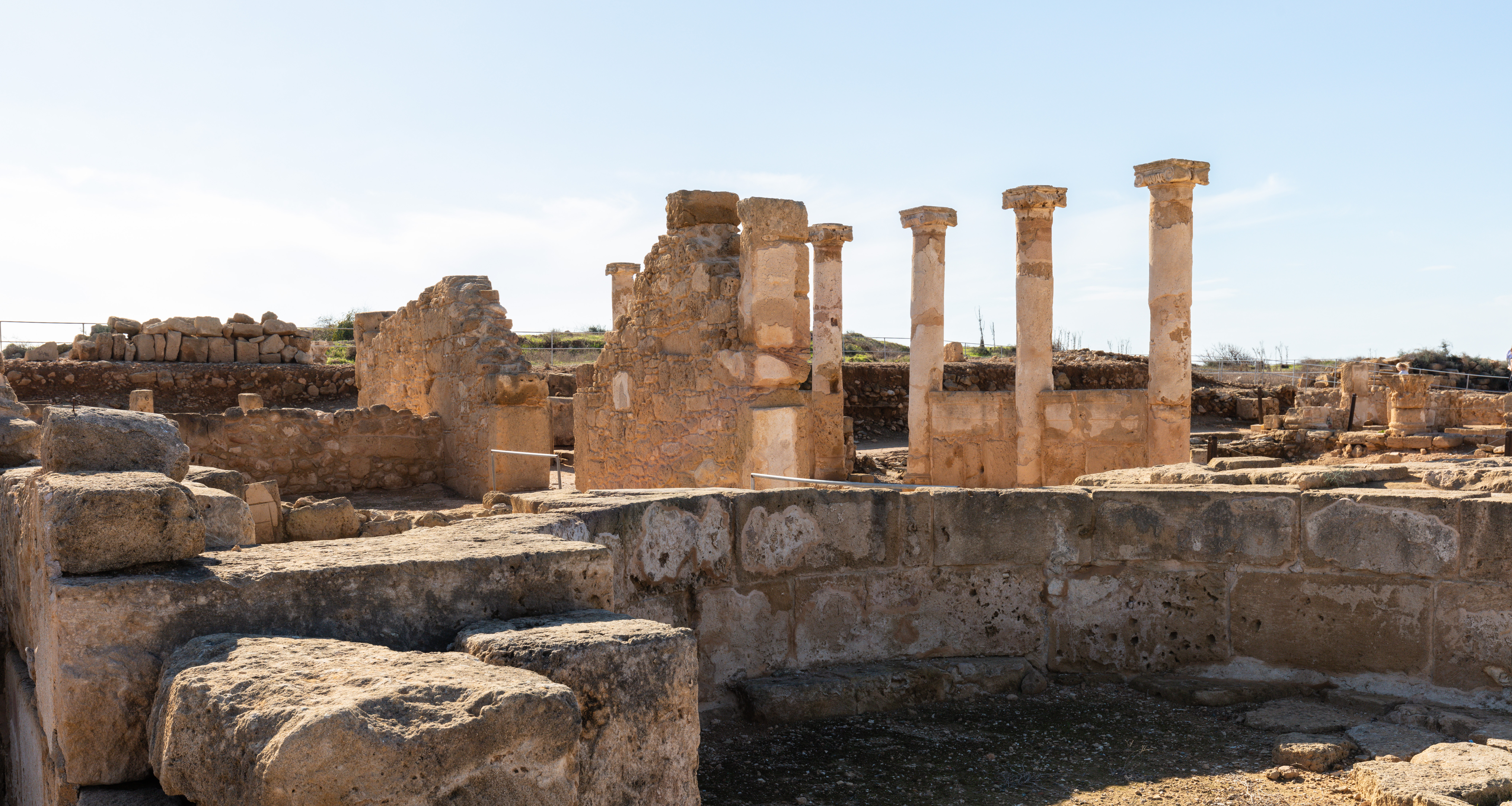
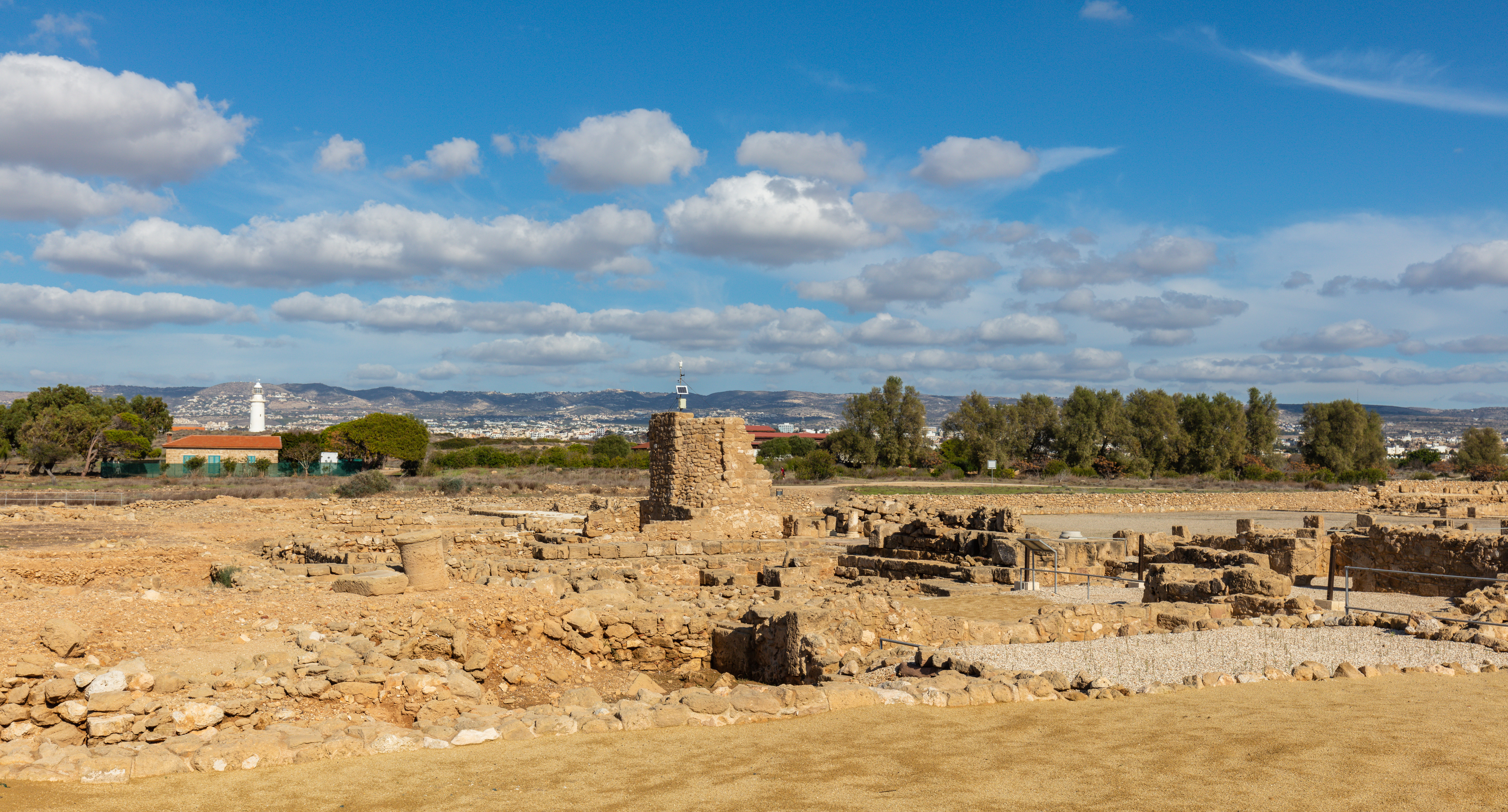
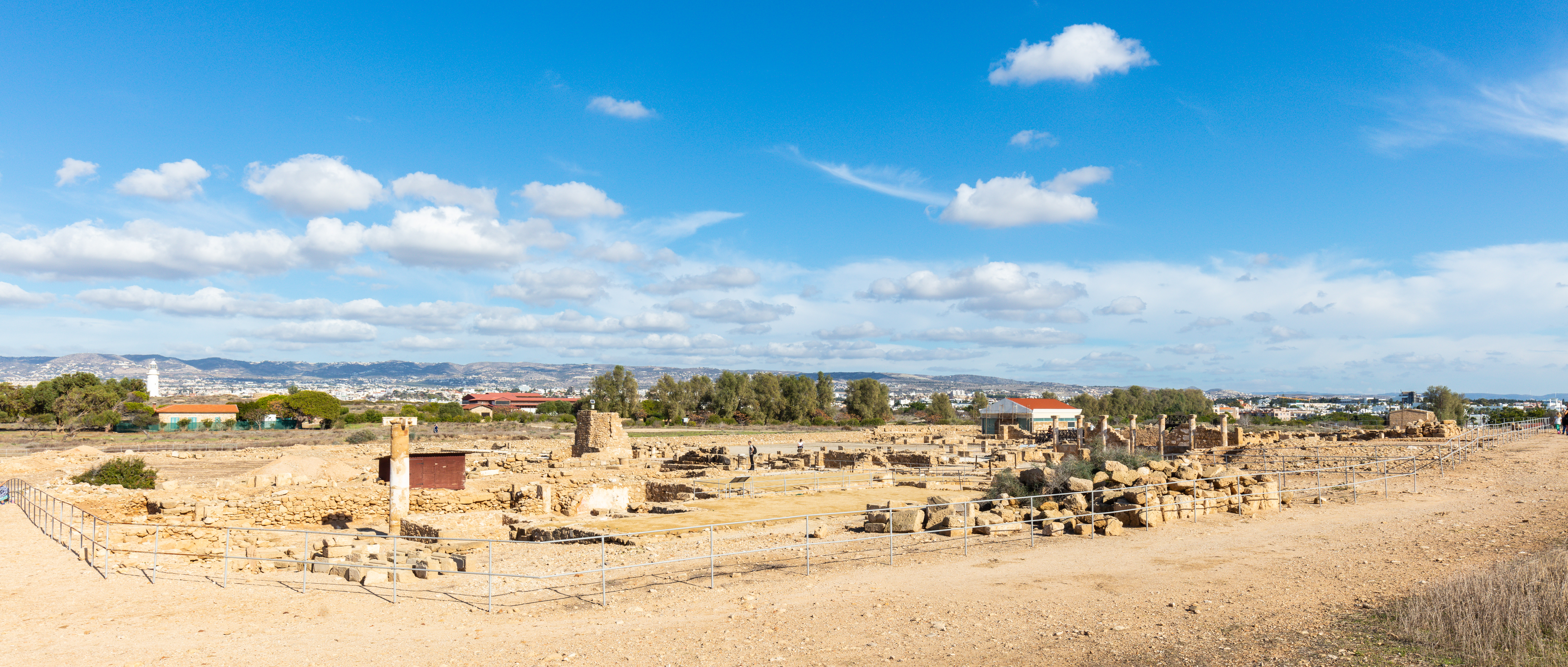
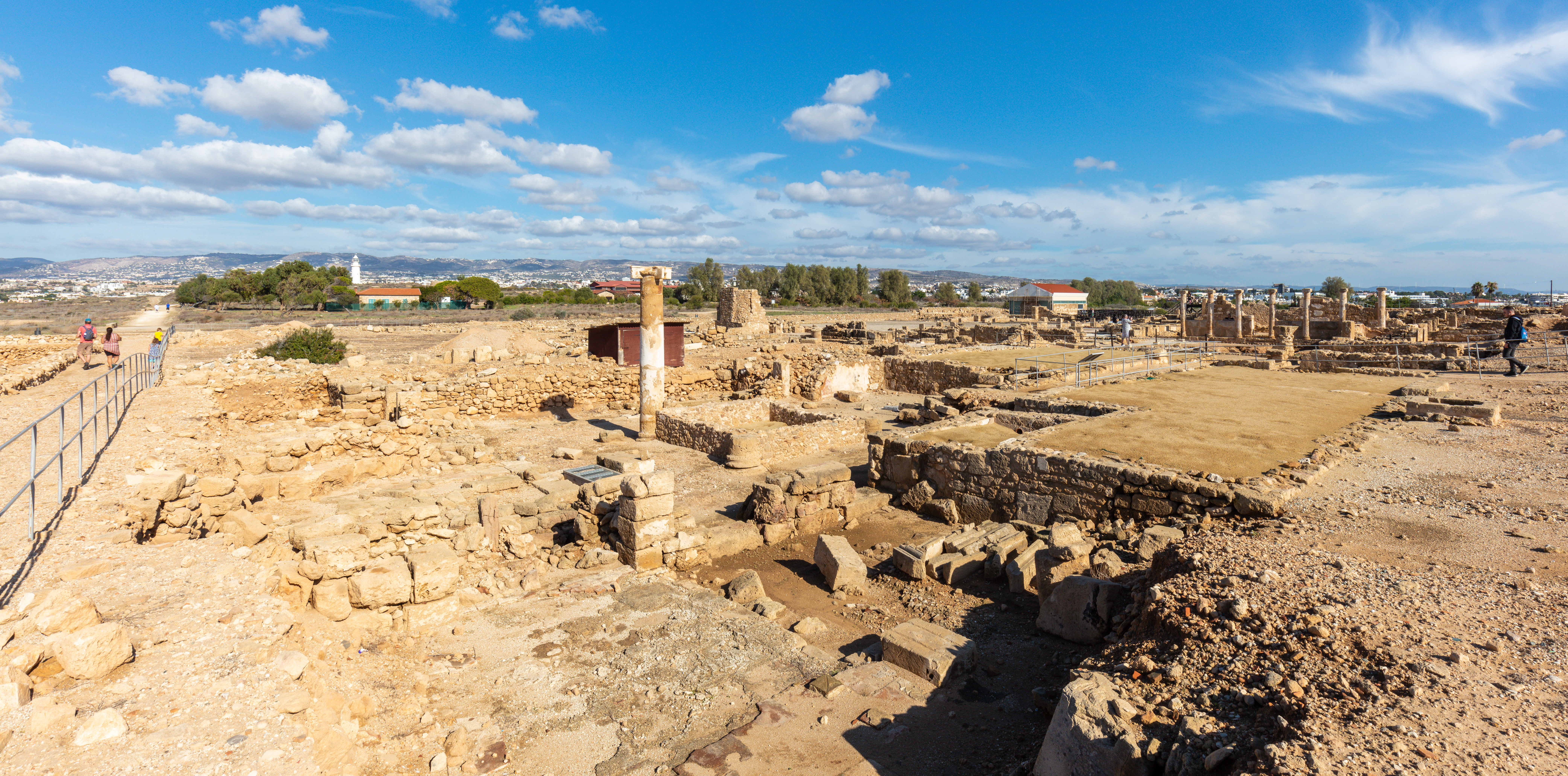

### Casa d'Orfeu
Aquesta vil·la és a l'oest de la Casa de Teseu. Els mosaics del segle iii mostren tres representacions mitològiques: “Orfeu amb la lira”, “Hèrcules i el lleó de Nemea” i “L'amazona”.

### Teatre
El teatre és a l'àrea nord-est de la ciutat antiga, i data del segle iv ae. El va excavar la Universitat de Sydney des del 1995.

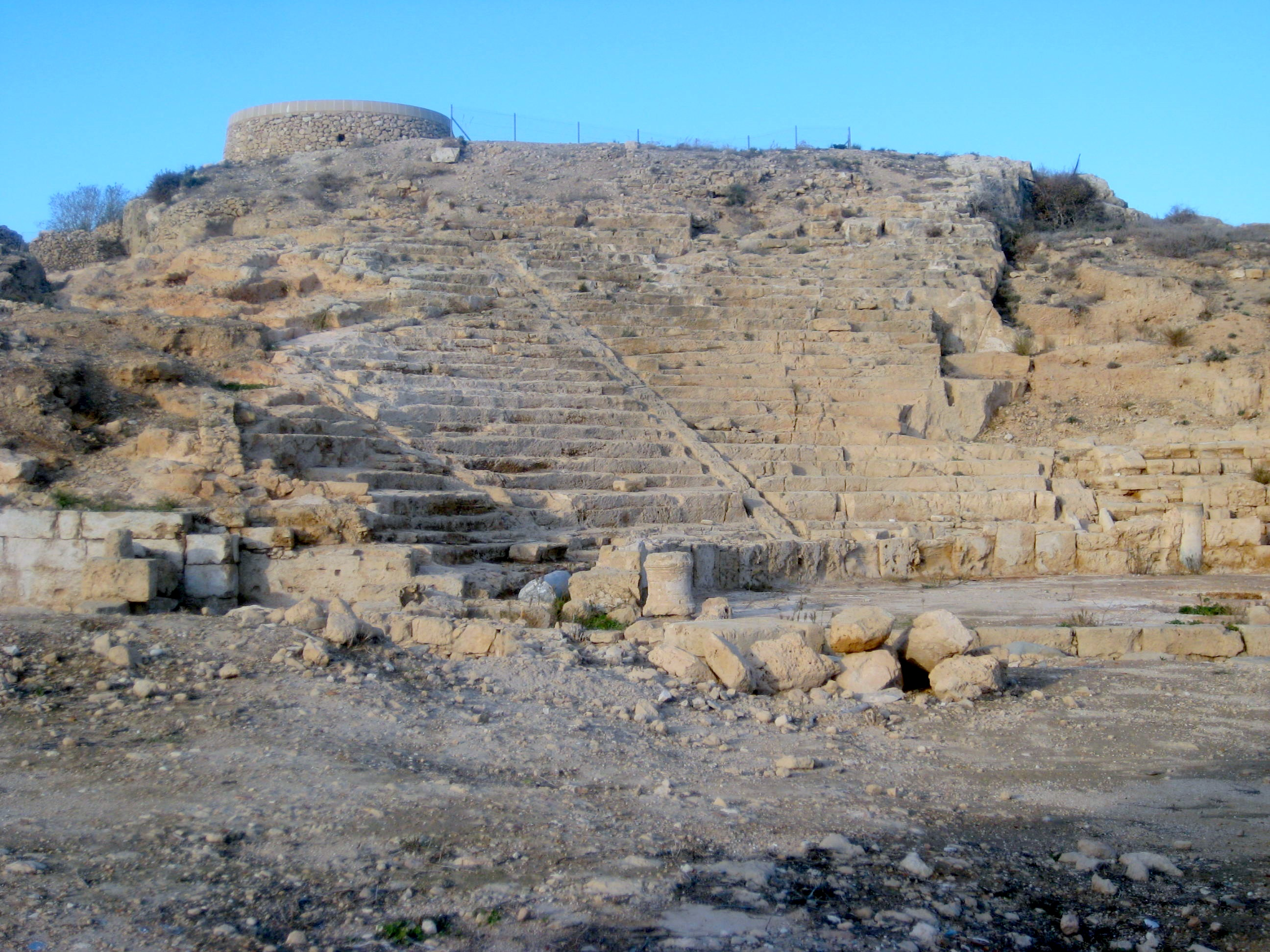

### Basílica

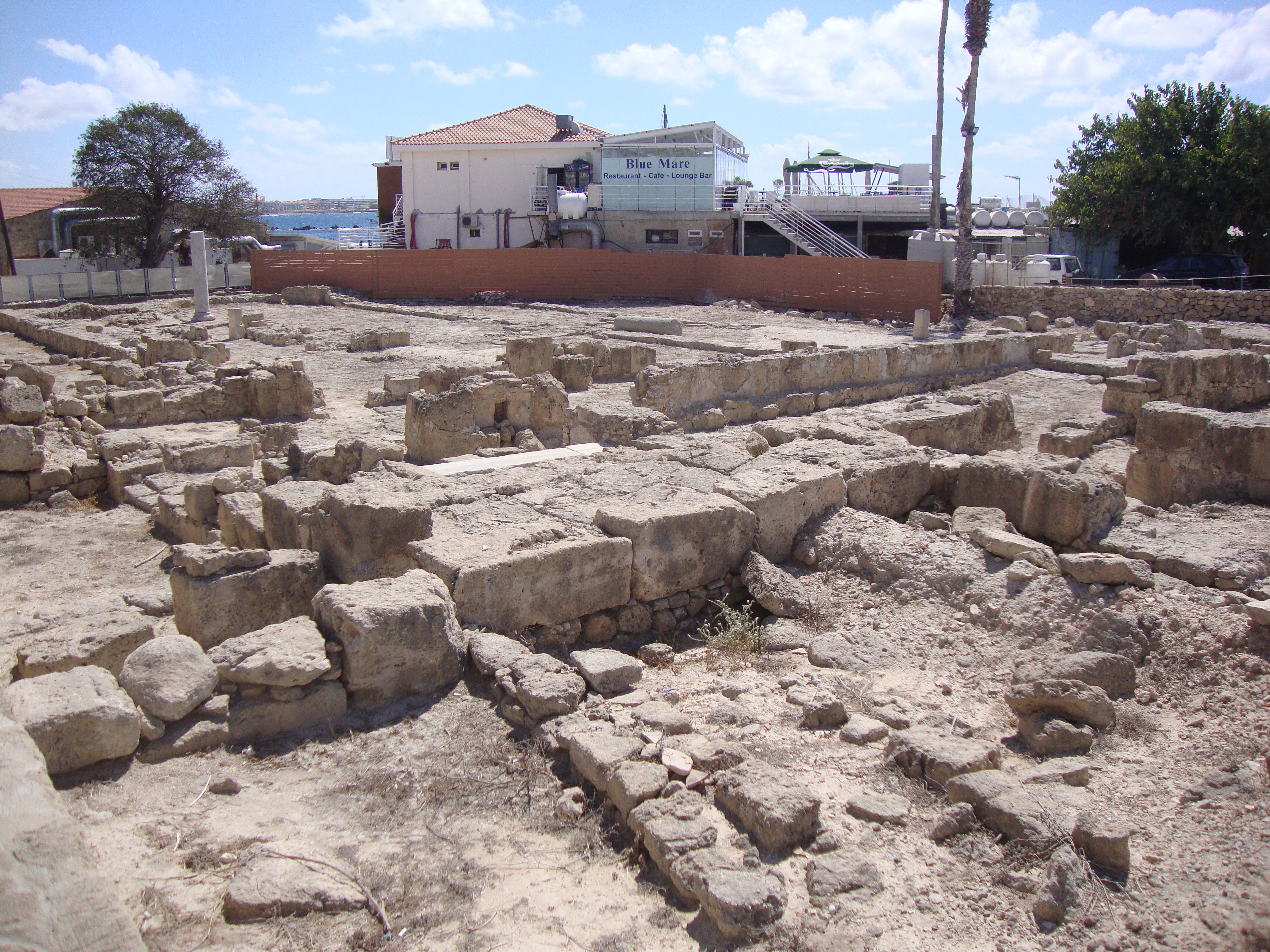

### Odèon

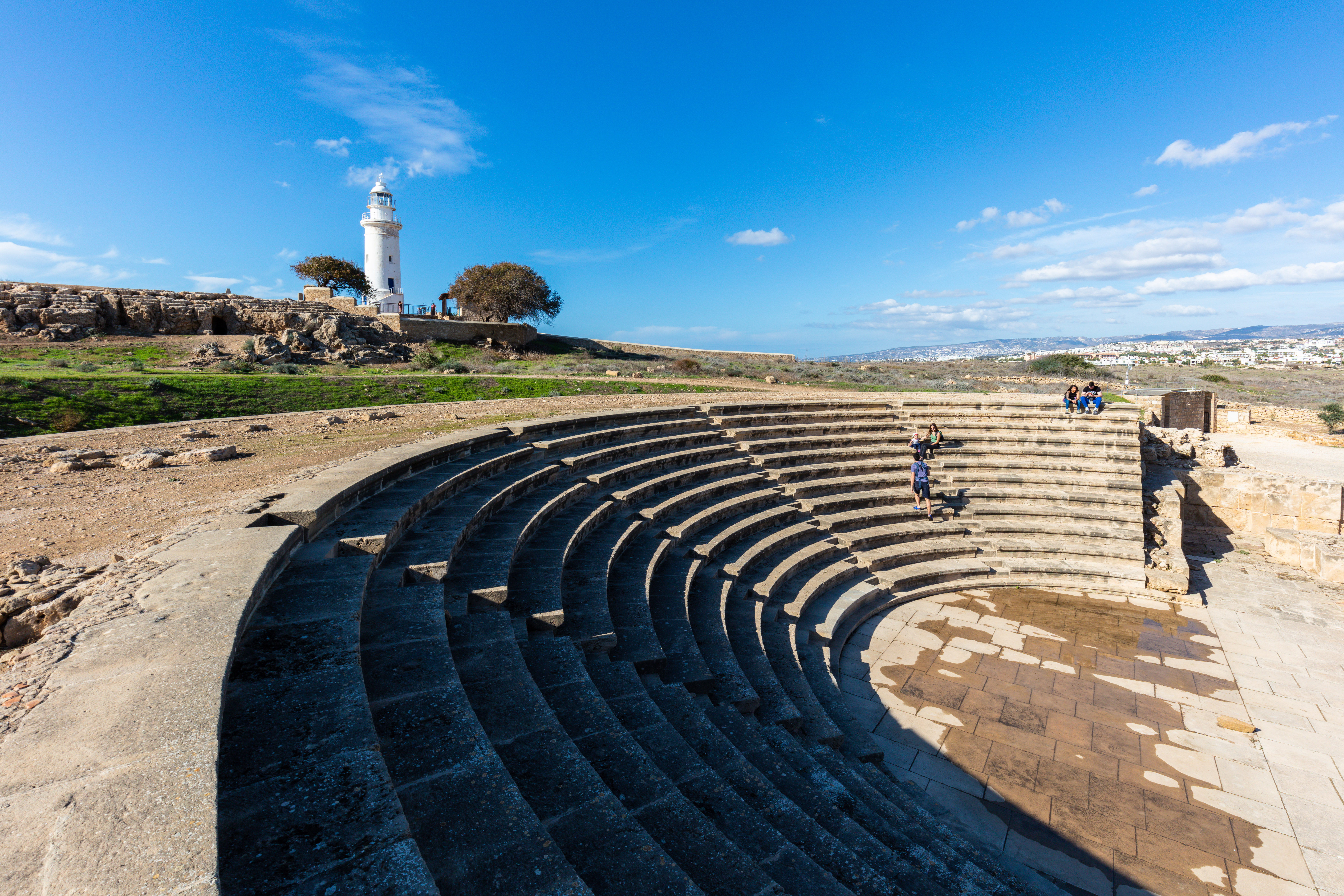

### Àgora

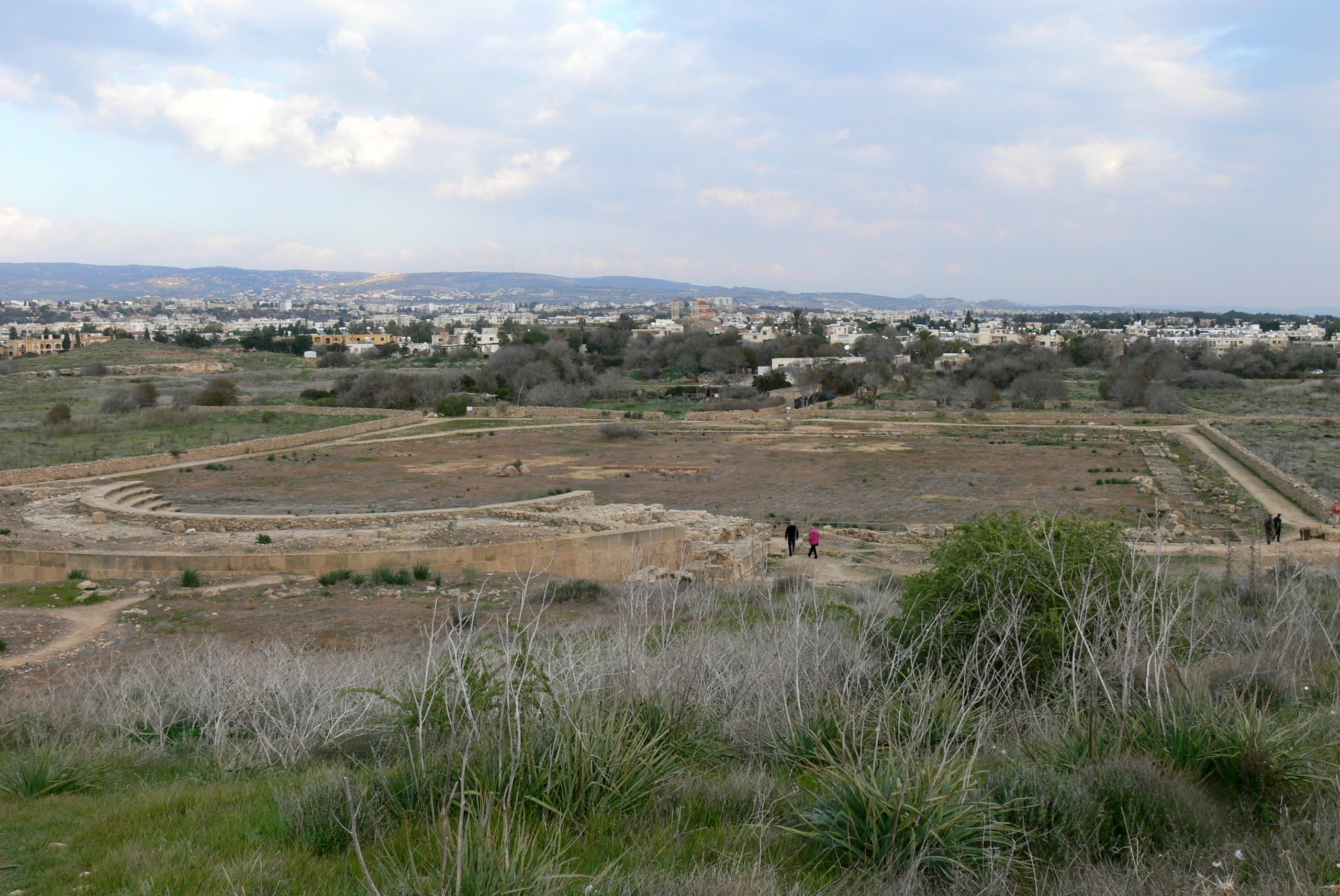

### Castell de Saranta Kolones

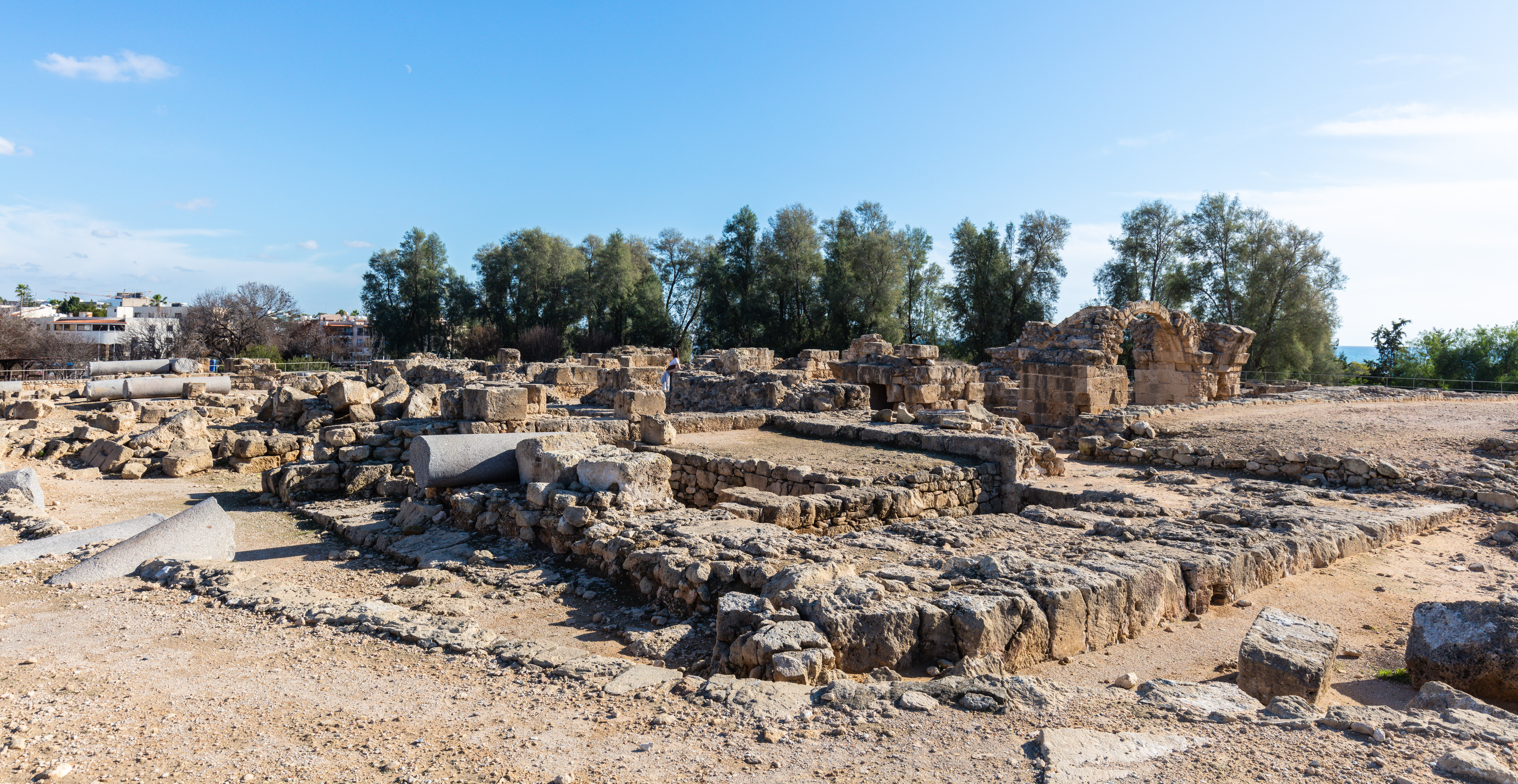
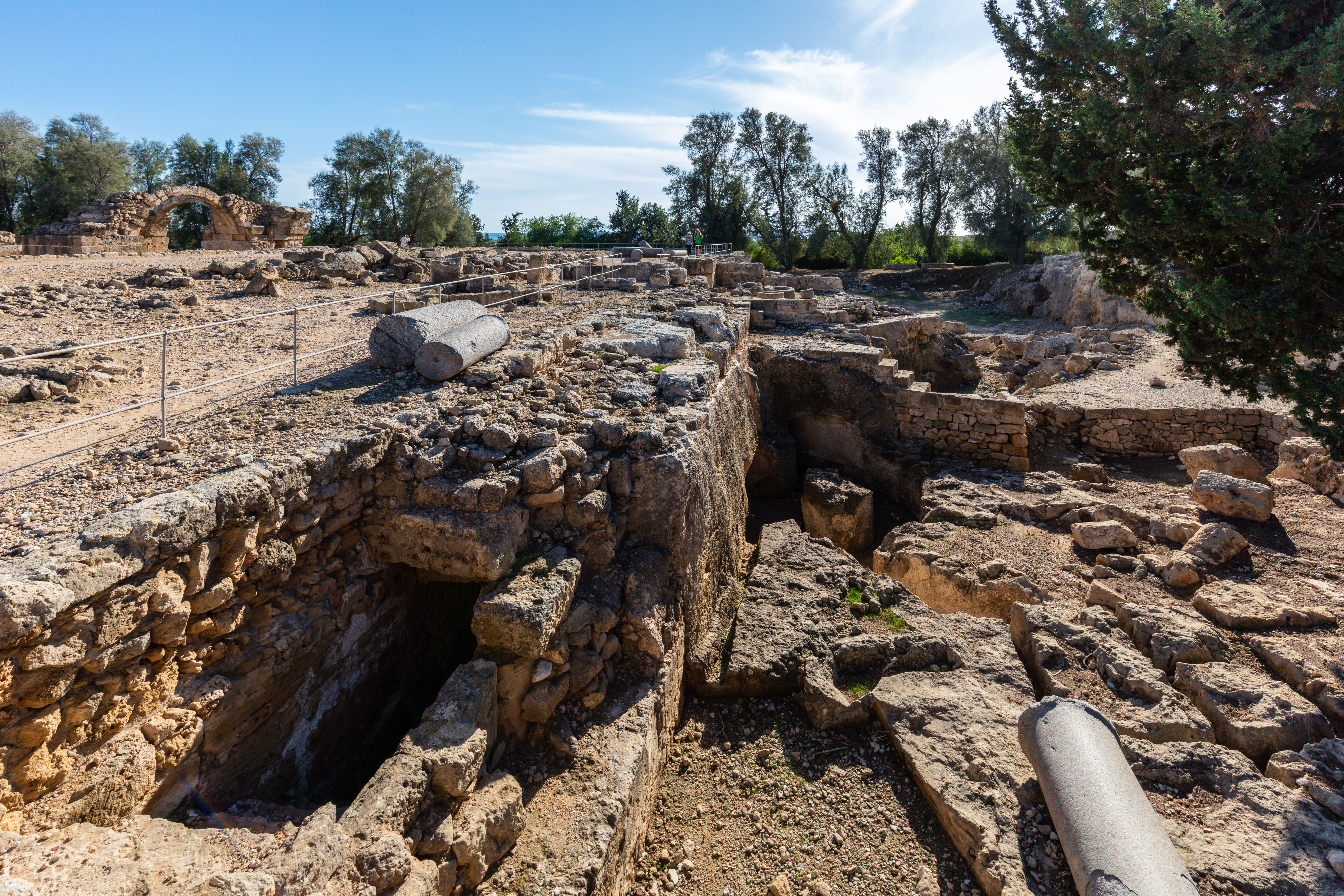
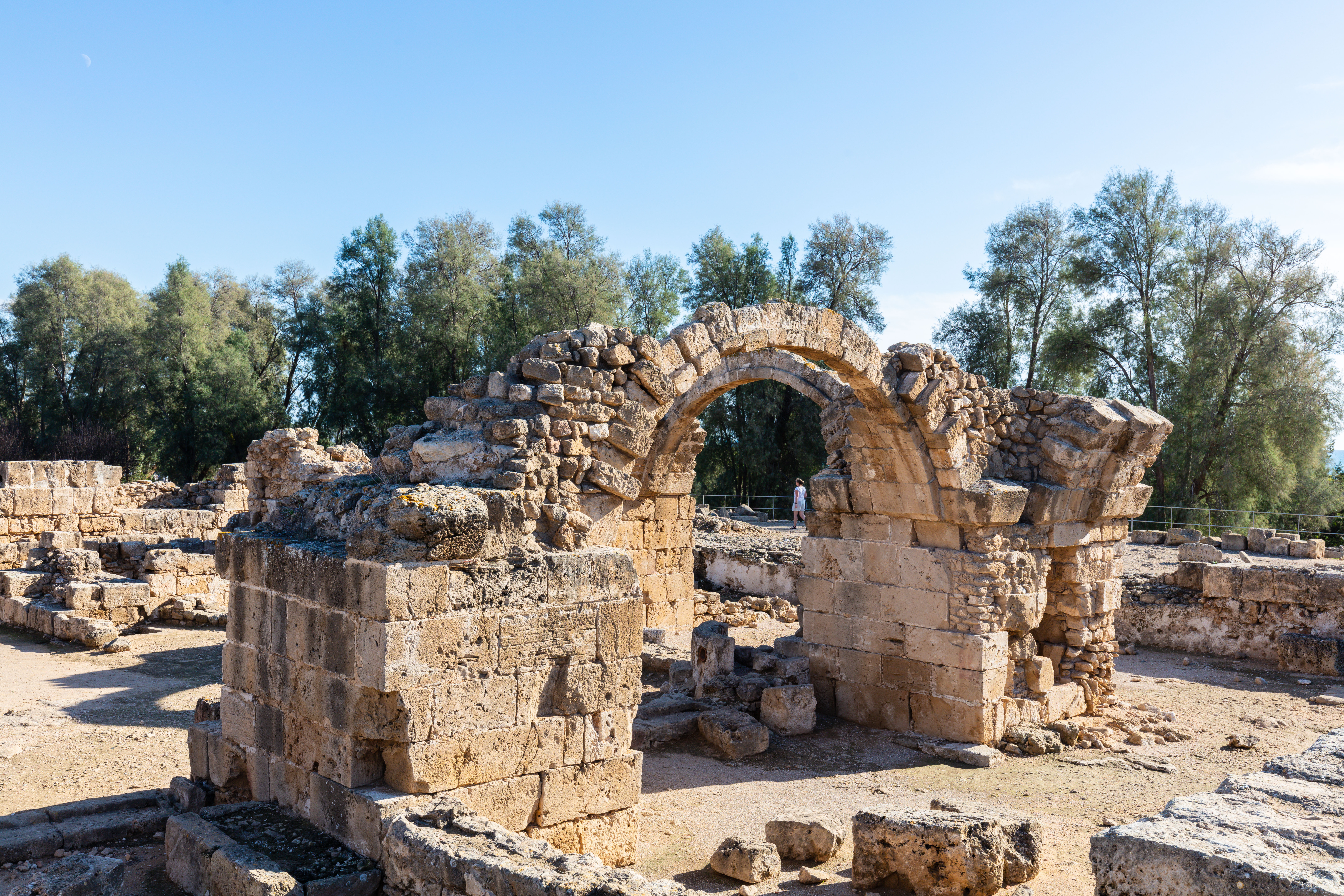
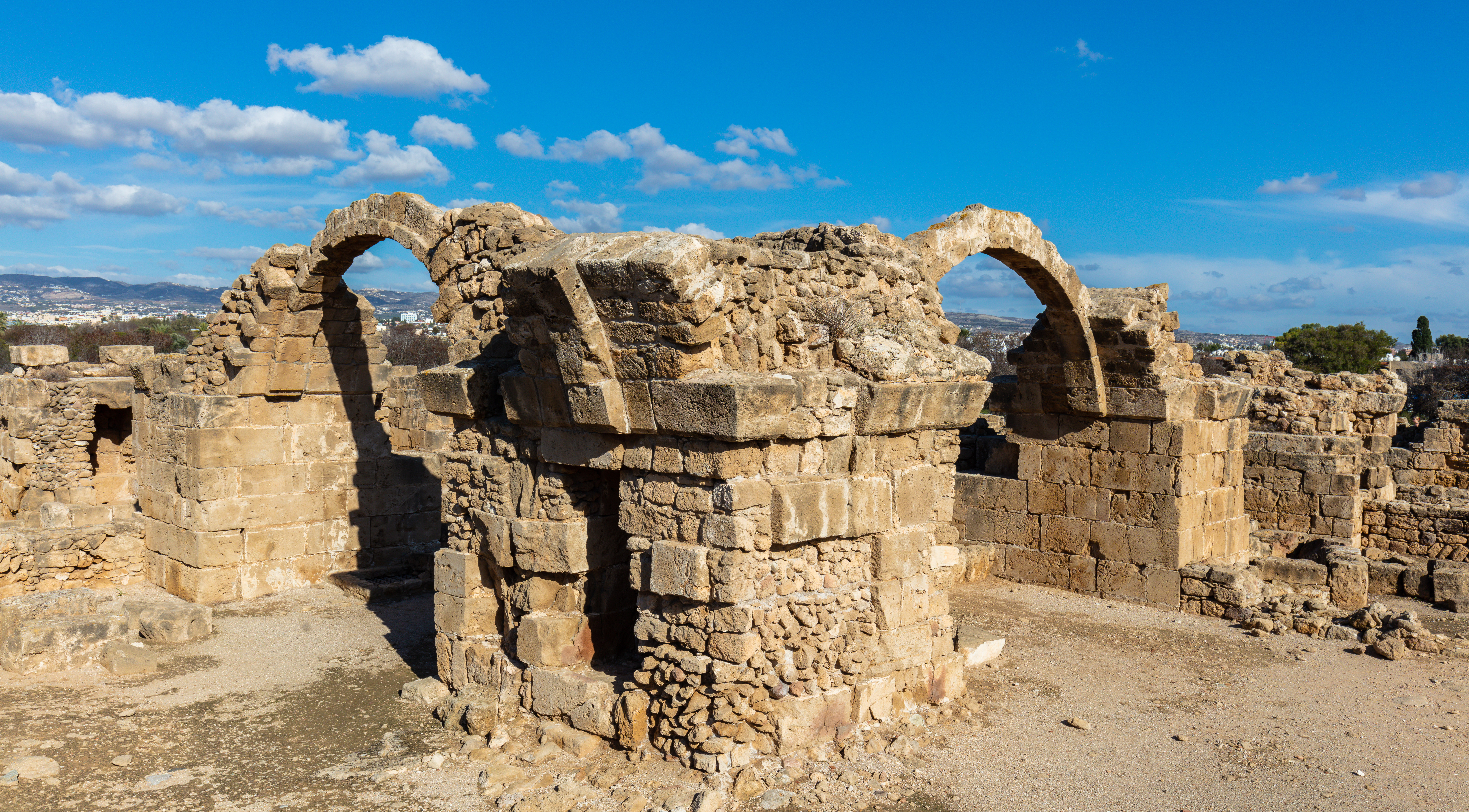
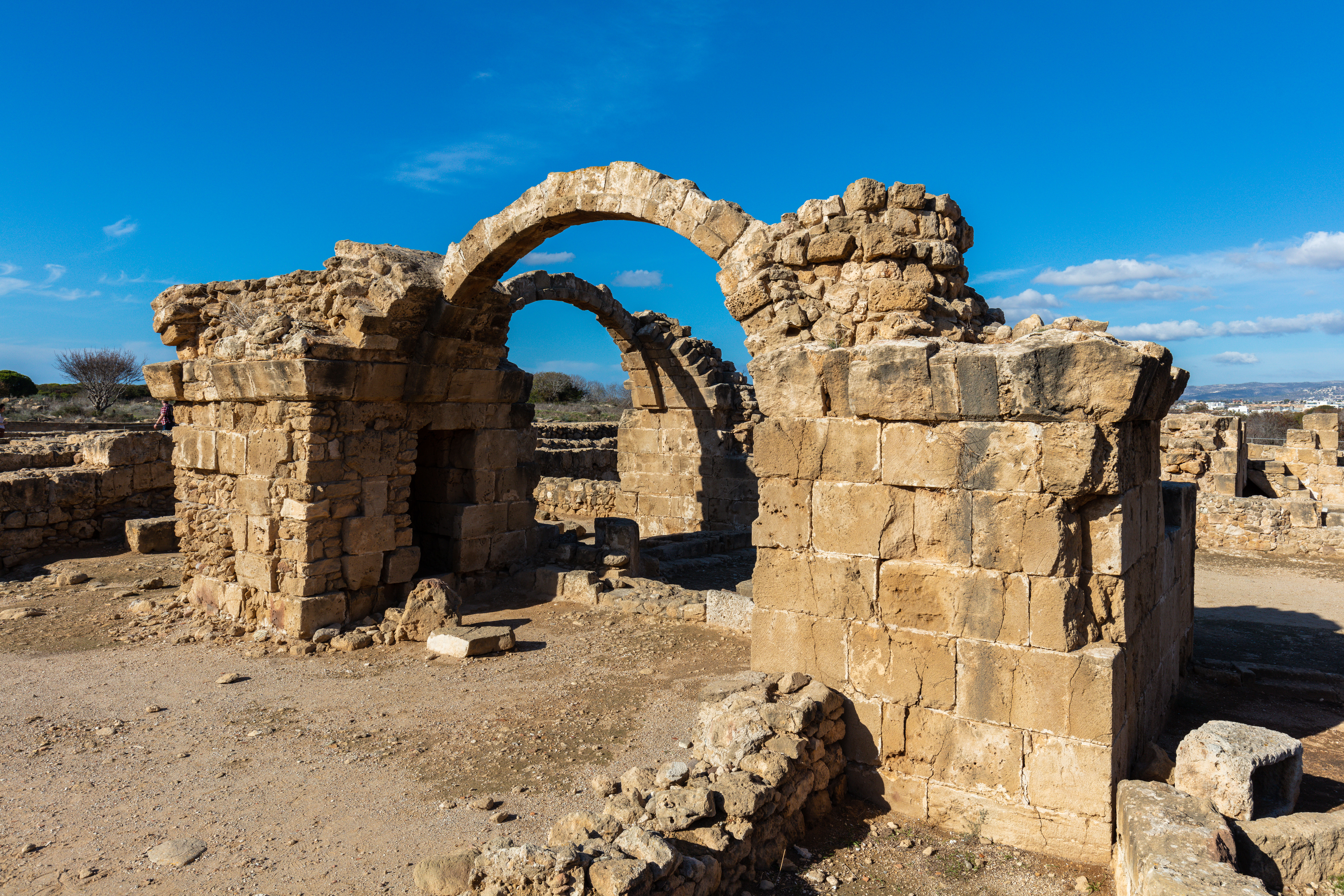
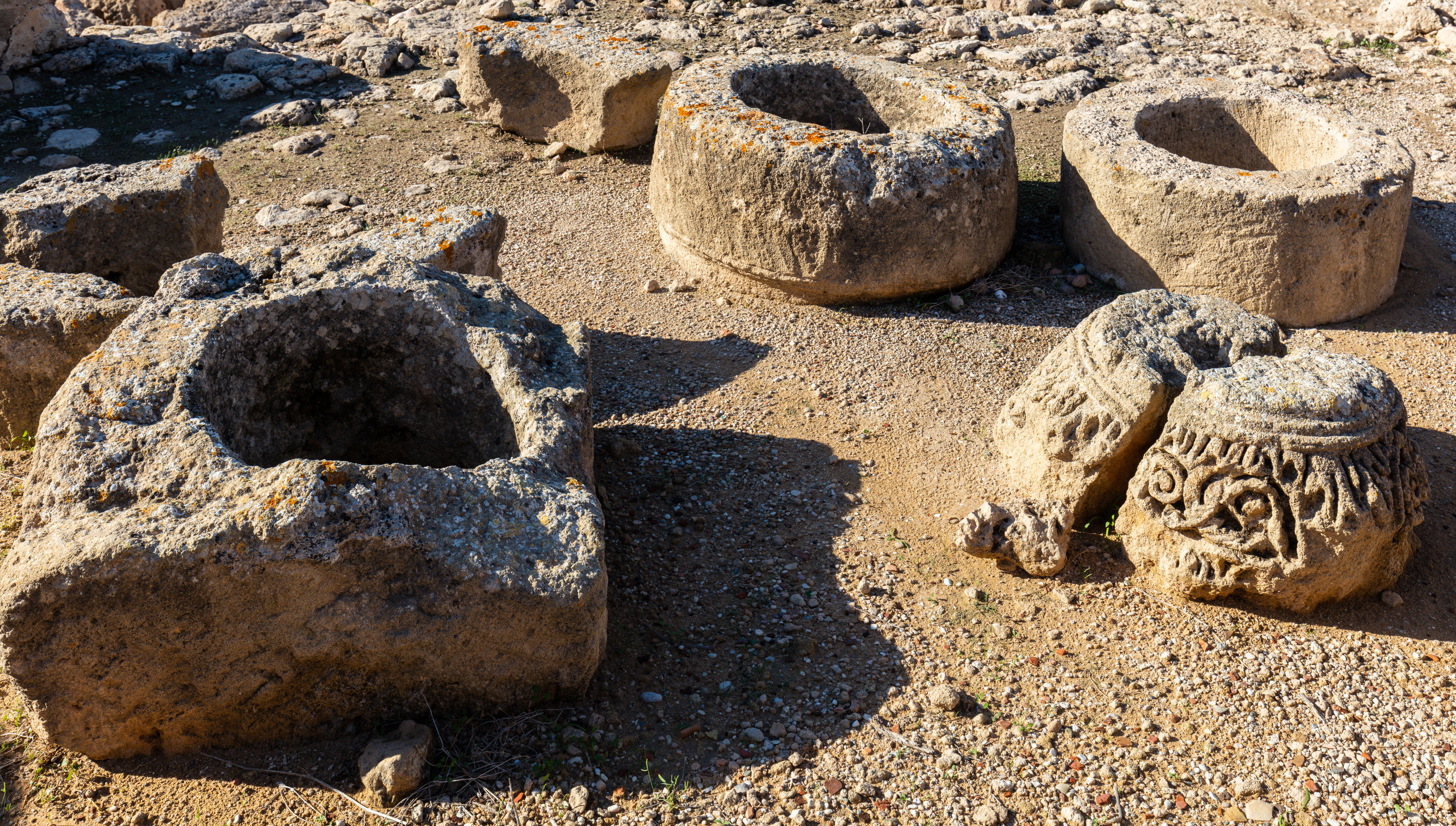